# Escrime
Pour les articles homonymes, voir Escrime (homonymie).

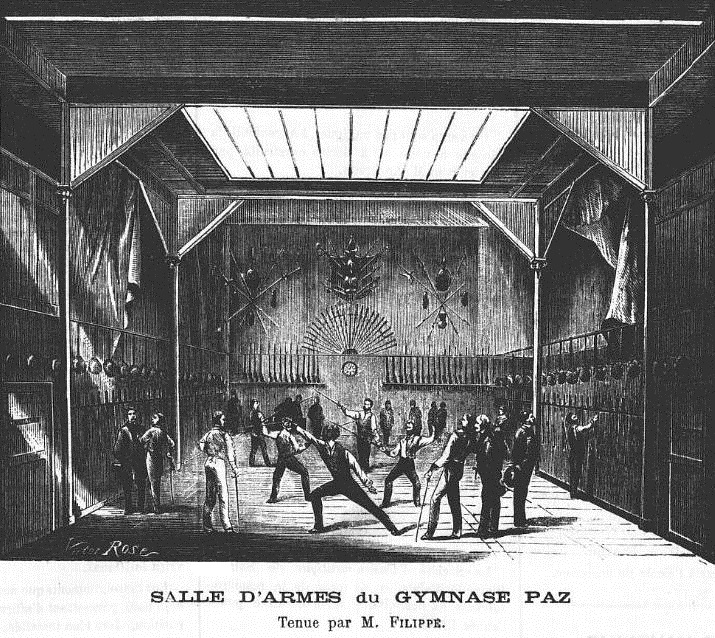
Escrime - publicité française de 1877.

L’escrime est un sport de combat. Il s’agit de l’art de toucher un adversaire avec la pointe ou le tranchant (estoc et taille) d’une arme blanche sur les parties valables sans être touché.
On utilise trois types d'armes : l’épée (discipline olympique depuis 1896 – mais qui n'est finalement introduite qu'en 1900, faute de tireur – pour les hommes et 1996 pour les femmes), le sabre (discipline olympique depuis 1896 pour les hommes et 2004 pour les femmes) et le fleuret (discipline olympique depuis 1896 pour les hommes et 1924 pour les femmes). En compétition, les trois armes sont genrées : on distingue l'épée féminine et masculine, le fleuret féminin et masculin et le sabre féminin et masculin, que ce soit en individuel ou par équipes. Elles sont donc au nombre de douze.
L'escrime est l'un des sports où le français est la langue officielle : chaque pays utilise sa langue pour les compétitions nationales, mais le français est obligatoire pour l’arbitrage dans les compétitions internationales (« En garde ! », « Prêts ? », « Allez ! », « Halte ! »). L’arbitre dispose, en plus, d’un code de signes pour expliquer chaque phrase d’armes.
Cet article se limite au caractère sportif de l’escrime. Pour en apprendre davantage sur le côté artistique de cette discipline, voir l’article escrime artistique.

## Histoire
Si l’on considère l’escrime comme l’art de manier les armes de poing, et non seulement comme un sport, son histoire commence à l’aube de l’humanité. Dès l’Antiquité, les témoignages de combats à l'arme blanche sont nombreux, à l'instar des bas-reliefs égyptiens du temple de Ramsès III à Médinet Habou.
L'épée utilisée pour l'escrime moderne trouve son origine vers la fin du Moyen Âge. Alors que les armures toujours plus perfectionnées protègent presque à la perfection contre les coups de taille, l'épée devient de plus en plus fine afin de se glisser dans les interstices entre les plaques d'armure et la technique de combat se concentre sur l'estoc pour transpercer les points faibles de l'adversaire. Ce nouveau type d'armes rend inutile le port d'une armure et, avec la Renaissance, l'escrime évolue d'une escrime de champ de bataille vers une escrime de duels au sein de la noblesse qui combat en habit de cour. 
L’histoire de l’escrime peut être partagée en deux étapes : la première est la marque d’un glissement progressif de l’activité guerrière vers une forme d'art martial où le beau geste et l’élégance morale l'emportent ; la deuxième est un nouveau glissement, plus rapide celui-là, entre l'art martial et la pratique sportive contemporaine.

### Étymologie
En bas latin, escrime se disait schermare et en italien scherma ; ces mots donnèrent en ancien français, les verbes « escremir » et « escremier », qui signifiaient combattre, tirer des armes. Plus récemment, on a pu dire que le mot « escrime » provenait du scandinave skrimen, ou de l’allemand médiéval skremen, signifiant « art de se défendre »[réf. nécessaire].

### Origine

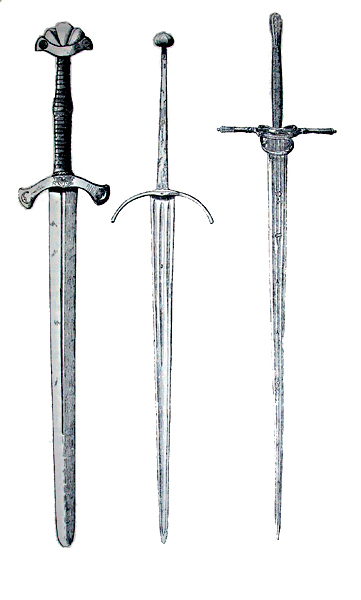
Des épées médiévales.

C'est durant le siècle de Saint Louis qu’apparaissent dans les écrits les premiers maîtres d'armes professionnels[réf. nécessaire]. On reconnaît alors que manier l’épée nécessite un enseignement à la fois théorique et pratique, et cet enseignement est recherché par la noblesse, qui risque fréquemment sa vie sur le champ de bataille, et qui est la seule à pouvoir prétendre à la possession d'une belle épée de qualité.
L’escrime médiévale étonne surtout par la richesse de son répertoire, contrairement aux idées reçues qui ne laissent place dans l’imaginaire contemporain qu'à des épées énormes et des boucliers lourds et encombrants en acier. On y pratique quasiment toutes les armes blanches, donc tranchantes, perforantes ou contondantes, possibles : l’épée, la masse, le marteau de guerre, la lance, la hache, la dague et le poignard, entre autres. La maîtrise de toutes ces armes découle directement d'une pratique de l'escrime quasi exclusivement sur les champs de bataille. Toujours à l'opposé des idées reçues, le guerrier médiéval est assez rapide (cette qualité a toujours été à la base de l'escrime) et beaucoup plus libre de ses mouvements qu'on ne le pense.
Des Fechtbücher (Traités d'escrime, en allemand) ont été écrits du XIVe au XVIe siècle par plusieurs maîtres germaniques ; les plus célèbres sont Johannes Liechtenauer, le maître incontesté du XIVe siècle, et Hans Talhoffer, maître suisse au XVe siècle. Ils montrent que la pratique de l'escrime est alors mixte, bien que minoritaire de la part des femmes, et elle fait l’objet de présentations spécifique dans ces traités. Cette théorisation de la pratique féminine disparaît deux siècles plus tard, avec les maîtres d’armes français, à l’époque où l'escrime en tant que sport se différencie de l'escrime de combat.
Des écoles privées de maniement des armes, en relation plus ou moins constante les unes avec les autres, apparaissent dans le Saint-Empire romain germanique : à Zurich, à Bâle, à Ratisbonne, et dans un grand nombre de villes libres d’Allemagne. On y enseigne l’escrime médiévale classique.
C’est en Italie que de nouveaux maîtres, inventifs et avant-gardistes, font leur apparition au tournant des XIVe et XVe siècles : notamment Fiore dei Liberi (1350–1420), courtisan du duc d'Este. Fiore dei Liberi publie en 1410 un traité d’escrime qui va progressivement uniformiser à l’échelle européenne le maniement des armes : il s’agit de son unique œuvre, le Flos Duellatorum. Il est considéré comme le fondateur de l’école italienne.

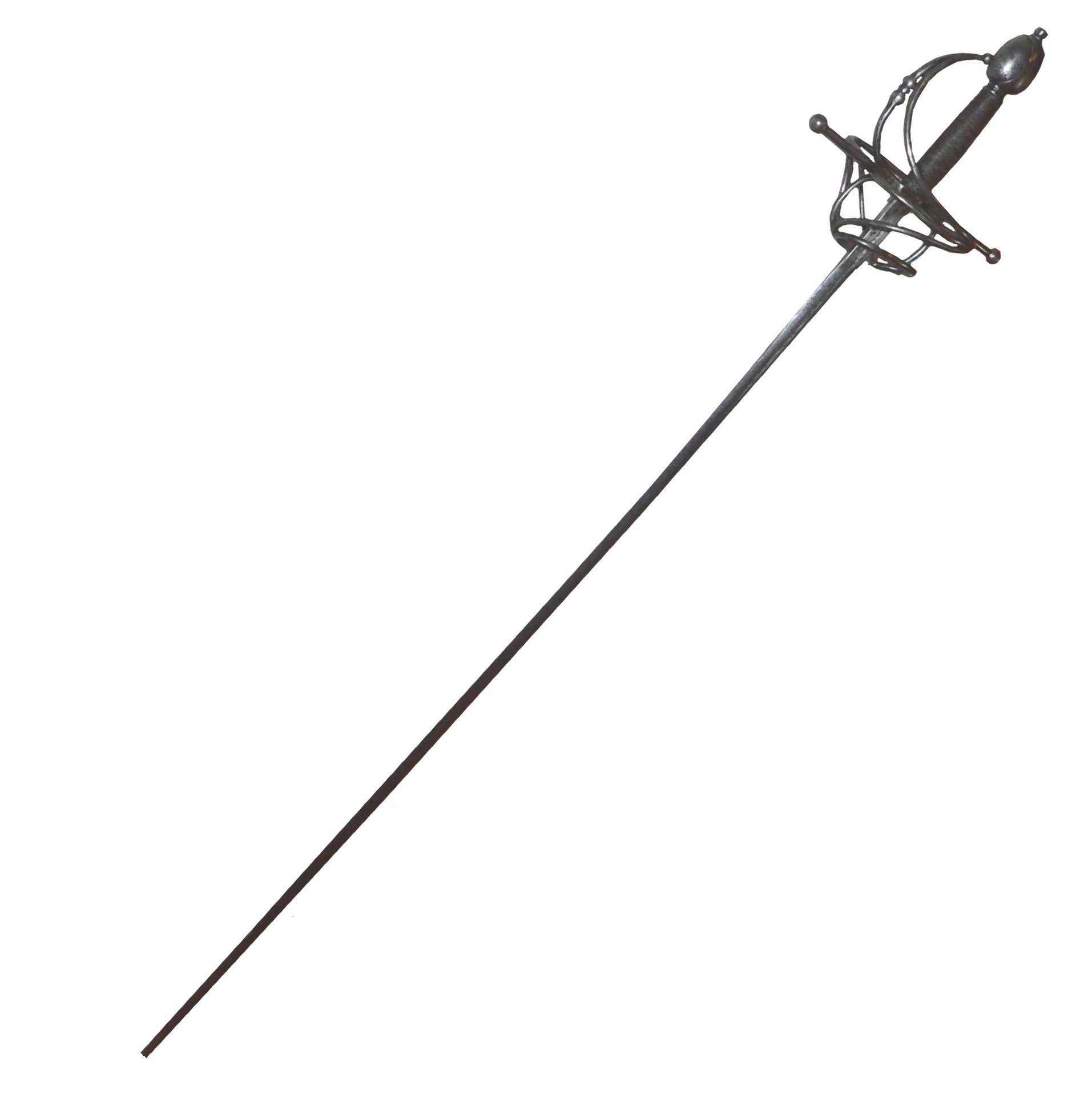
Rapière, première moitié du XVIIe siècle.

Au XVe siècle l'escrime connaît sa première révolution avec l’invention de la rapière. Cette arme, exceptionnelle pour son époque à tous les points de vue, va complètement transformer l’approche de la discipline. C’est le premier pas vers une escrime de loisir : il s'agit des premiers concours et compétitions d'escrime, qui prennent la suite des anciens tournois pour une noblesse qui voit les derniers feux de la chevalerie. La rapière apparaît en Espagne vers 1470. Son nom est dérivé de l’espagnol espada ropera, c’est-à-dire « épée que l’on porte avec ses vêtements » ; plus simplement, il s’agit de la première épée de ville.
Durant le XVe siècle, la rapière, dont l’usage se répand en Méditerranée, est notamment importée en Italie. Les maîtres italiens connaissent l’arme mais pas son maniement ; ils réinventent complètement, de leur côté, la façon d’utiliser la rapière selon l’essai de Camillo Agrippa. Elle s'allonge (1,10 m), sa pointe s’affine et sa lame s’étrécit. Arme polyvalente, elle permet avec autant d'aisance de porter des coups d'estoc et de taille.
La rapière répond à l’apparition des armes à feu. Ces dernières ayant provoqué la disparition progressive des armures, qui ne peuvent les contrer, les armes blanches peuvent aussi s’affiner et préférer la finesse et la rapidité à la force brutale. Son usage se répand progressivement dans toute l’Europe de l’Ouest : dans les années 1490–1500, elle arrive en France à la suite des guerres d'Italie qui ont également amené la Renaissance dans ce même pays ; elle apparaît en Angleterre et en Allemagne vers 1515.(attention, on garde trace de nos jours d'armures pouvant protéger des premières armes à feu, et l'origine de la rapière n'est pas la recherche de l'élégance mais la recherche d'une arme pouvant atteindre les rares points faibles d'une armure de plate. De plus, les épées géantes telles que la Zweihander ou la Montante sont en fait postérieures à la rapière, en effet leurs coups glissent sur une armure complète.)
En France, la codification de l’escrime, la définition de ses termes et l'organisation d'une pédagogie de l'escrime eut lieu au cours du XVIIe siècle par des maîtres d’armes tels que Le Perche du Coudray, Besnard ou Philibert de la Touche. L’absence de masque de protection à treillis métallique conduit à l'élaboration de la phrase d'armes.

### Sport

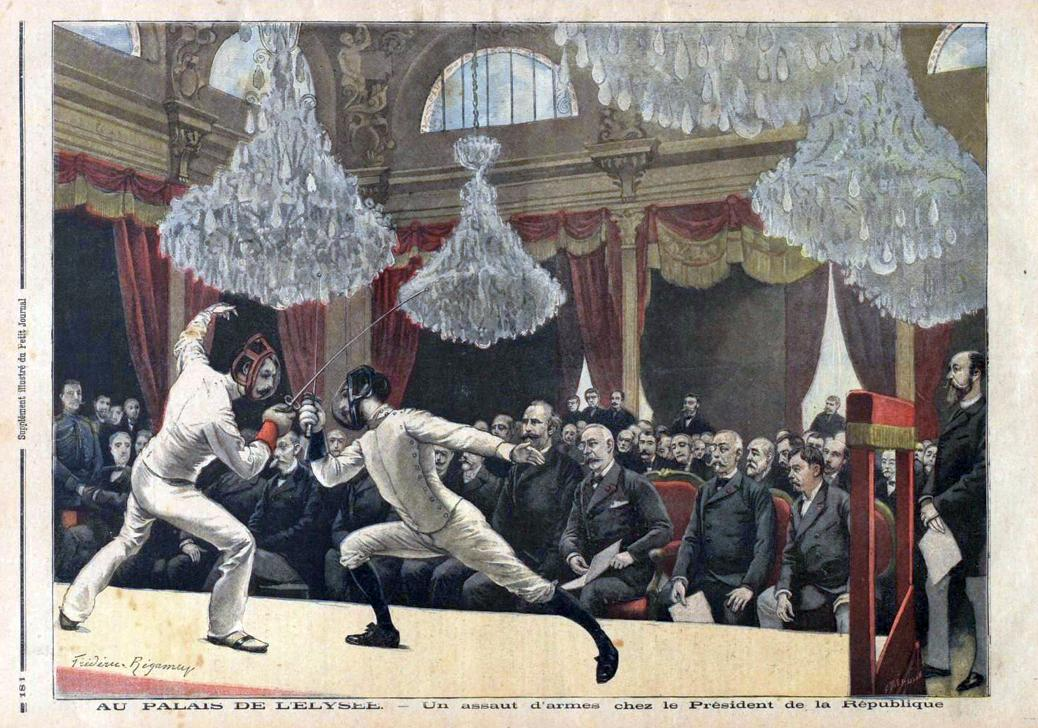
Présentation devant le président Félix Faure au palais de l'Élysée en 1895.

Les règles actuelles n'ont été définitivement fixées que très tardivement. Il a fallu que soit créée la Fédération internationale d’escrime (FIE) pour que les règles soient enfin acceptées par tous les pays. En juin 1914, la FIE réunie en commission à Paris rédige les règlements des trois armes mettant fin à quinze ans de polémiques couronnées par le boycott de la France des épreuves d'escrime aux Jeux olympiques de Stockholm en 1912.

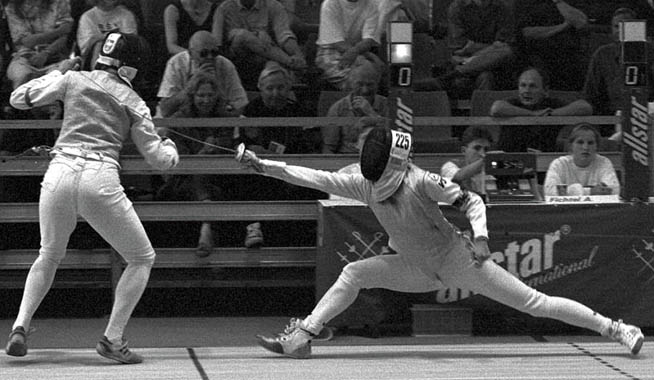
Anja Fichtel (à droite) aux championnats du monde en 1993.

Le fleuret et le sabre masculins sont armes olympiques dès les premiers Jeux olympiques en 1896. L'épée masculine le devient en 1900. La première arme féminine est le fleuret ; elle intègre le programme olympique en 1924. Ce n'est qu'en 1996 que l'épée féminine devient arme olympique et en 2004 que l'on voit l'apparition du sabre féminin.
Outre les catégories de genre, l'escrime connaît des catégories d'âge. C'est l'année de naissance qui détermine la catégorie dans laquelle entre un jeune, et reste la même tout au long d'une saison, calquée (en France et en Suisse, tout du moins) sur le calendrier scolaire. Toutefois, à partir de l'année 2016, un changement est apparu dans les catégories d'âge, afin de respecter les normes européennes. Des équivalences ont été mises en place pour les âges compris entre 7 et 15 ans. 
Les catégories d'âge à partir de la saison 2017 sont les suivantes :
| Catégories d'âge      | M5        | M7        | M9        | M11       | M13       | M15       | M17       | M20       | Sénior    | Vétéran 1 | Vétéran 2 | Vétéran 3 | Vétéran 4 |
| --------------------- | --------- | --------- | --------- | --------- | --------- | --------- | --------- | --------- | --------- | --------- | --------- | --------- | --------- |
| Ancienne dénomination | Moustique | Poussin   | Pupille   | Benjamin  |           | Minime    | Cadet     | Junior    | Sénior    | Vétéran 1 | Vétéran 2 | Vétéran 3 | Vétéran 4 |
| Taille de la lame     | 0 (77 cm) | 0 (77 cm) | 0 (77 cm) | 2 (82 cm) | 2 (82 cm) | 5 (90 cm) | 5 (90 cm) | 5 (90 cm) | 5 (90 cm) | 5 (90 cm) | 5 (90 cm) | 5 (90 cm) | 5 (90 cm) |
| Âge minimum           |           | 5         | 7         | 9         | 11        | 13        | 15        | 17        | 20        | 39        | 49        | 59        | 69        |
| Âge maximum           | 4         | 6         | 8         | 10        | 12        | 14        | 16        | 19        | 38        | 48        | 58        | 68        |           |

### Universalisation
Jadis, l'escrime était un sport pour l’élite qui a commencé au début du XIXe siècle concentrée sur quelques pays européens. Depuis son apparition aux Jeux olympiques de 1896, trois pays se partagent la majorité des médailles : la Hongrie, la France et l'Italie . Maintenant l'escrime est constituée de sportifs de tout niveau social.
Au sortir de la deuxième guerre mondiale, les pays de l’Europe de l'Est, guidés par une gestion idéologique du sport ont commencé à s'intéresser à l'escrime. Rejoignant la Hongrie qui a une longue tradition au sabre, l’URSS, la Pologne, et dans une moindre mesure la Roumanie, sont venues concurrencer sérieusement les pays occidentaux sur les podiums.
L'ouverture sur le monde est tardive. Elle a commencé dans les années 1950 par l'apparition de tireurs coréens et chinois mais les résultats de ces derniers sont pour beaucoup dus à quelques individualités.
L’Amérique a fait une entrée encore plus tardive sur les pistes d'escrime. Si l’on excepte Cuba grâce au champion Ramón Fonst et à ses fleurettistes des années 1990, les États-Unis n'ont commencé par émerger que dans la deuxième moitié des années 1990, après la chute du monde communiste et en partie grâce au recrutement de nombreux maîtres d'armes.
L’Afrique reste peu représentée au niveau mondial. Seul l’Égyptien Alaaeldin Abouelkassem parvient à remporter la médaille d'argent de l’épreuve individuelle de fleuret aux Jeux olympiques d'été de 2012 organisés à Londres, offrant à l’Égypte et au continent africain sa première médaille de la discipline dans une compétition mondiale. Il existe également des tireurs de bon niveau notamment en Tunisie ou en Algérie.

### Pratique féminine

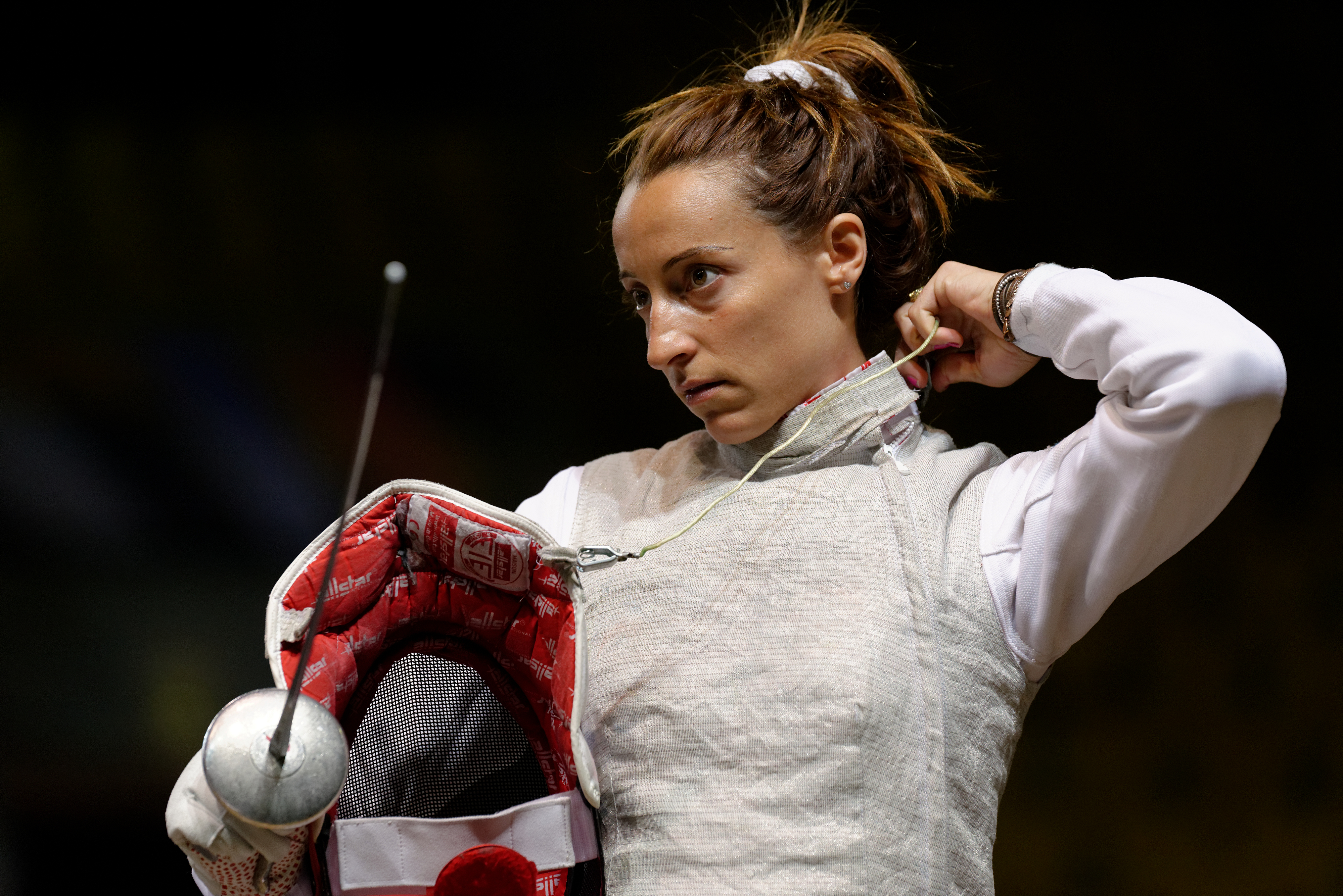
L'escrimeuse italienne Elisa Di Francisca pendant une compétition.

L'escrime de compétition elle-même, née de l'imitation des duels entre hommes, se développe au XXe siècle dans une certaine forme de respect des traditions relatives aux questions d'honneur, dont les femmes étaient en règle générale exclues. Aussi a-t-il existé des réticences face à la pratique féminine de l'escrime. Toutefois, par ses combinaisons couvrant l'ensemble du corps, l'escrime rencontrait les critères de décence imposées aux femmes au début du XXe siècle, ce qui facilita leur accession à ce sport.
Les épreuves d'escrime s'ouvrent aux femmes lors des Jeux olympiques d'été de 1924 à Paris, soit plus tôt que d'autres disciplines du sport féminin, mais 28 ans après l'escrime masculine, inscrite d'entrée au programme des premiers Jeux, les Jeux de 1896 à Athènes. Les épreuves d'escrime aux Jeux d'été de 1924 comprennent en effet du fleuret individuel pour les femmes. La Danoise Ellen Osiier est la première championne olympique. La Britannique Gladys Davies et une autre Danoise, Grete Heckscher, sont les deux autres concurrentes du premier podium olympique féminin de l'histoire.
Une seconde épreuve de fleuret, cette fois par équipes, est ajoutée aux Jeux olympiques d'été de 1960 à Rome et voit l'Union soviétique s'imposer devant la Hongrie et l'Italie, trois pays qui ont par ailleurs les meilleurs bilans masculins de l'escrime lors de ces Jeux.
L'arrivée des autres armes au programme olympique est plus tardive. L'épée est inscrite aux Jeux olympiques d'été de 1996 à Atlanta, où Laura Flessel s'impose à la fois en individuel et par équipes. Le sabre est, quant à lui, intégré aux Jeux olympiques d'été de 2004 à Athènes, mais seulement pour une compétition individuelle que gagne l'Américaine Mariel Zagunis. Il faut attendre les Jeux olympiques d'été de 2008 à Pékin pour que les trois armes fassent l'objet d'une épreuve féminine par équipes, situation qui prévaut dès les Jeux de 1920 chez les hommes.

## Valeurs
- Moralement, le respect de l’autre, le respect des règles et le courage sont des valeurs primordiales de l'escrime : les tireurs se saluent avant l’assaut, et puis une fois l'assaut terminé ils se remercient l'un l'autre et se serrent la main avant de se quitter. D'ailleurs si l'un des tireurs ne respecte pas cette règle (jette son masque, ne salue pas son adversaire, etc.) il risque une exclusion pour toute la saison.
- Intellectuellement, la maîtrise de soi et la créativité sont également à la base de ce sport. Lors d'un assaut, des qualités d’anticipation, d'élaboration d'un projet tactique de précision sont sollicitées en permanence.
- Physiquement, l’escrime exige, et contribue à, une grande souplesse, l’acquisition de réflexes, une flexibilité et une rapidité dans tous les mouvements. La coordination inter-segmentaire, une grande force statique et explosive au niveau des membres inférieurs associés à de l’endurance, font de l’escrime de compétition l’une des activités sportives les plus éprouvantes.

L’escrime contribue à développer et renforcer ces valeurs, dans une harmonie du corps et de l'esprit.

## Armes

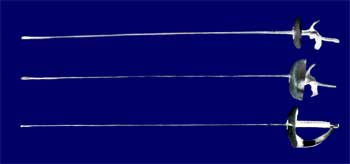
De haut en bas : fleuret, épée, sabre.

L’escrime sportive contemporaine utilise trois armes différentes : le fleuret, l’épée et le sabre. Cette escrime aux trois armes s'est constituée à la fin du XIXe siècle. Toutes ces armes sont présentes aux compétitions de niveau olympique (le sabre féminin a débuté aux Jeux olympiques d'Athènes en 2004).
La lame de l’arme adulte est par convention dite lame no 5. Pour les enfants, le poids et la taille de l'arme sont adaptés. Les poussins et pupilles utilisent une lame no 0 de 77 cm, les benjamins une lame de taille no 2 de 82 cm.
Dans les académies classiques, on enseigne le maniement d’armes d’escrime historique et d’escrime médiévale telles que la grande canne, la rapière, l’épée bâtarde (appelée également épée une main et demie), la dague et les différents types de boucliers (targe, écu, rondache…). Il est possible de pratiquer l’escrime ancienne en utilisant des accessoires : vestimentaires, comme la cape, ou divers, comme une lampe.
|         | longueur max | longueur de la lame | poids max |
| Fleuret | 110 cm       | 90 cm               | 500 g     |
| Épée    | 110 cm       | 90 cm               | 770 g     |
| Sabre   | 105 cm       | 88 cm               | 500 g     |

### Fleuret

En rouge, aire de touche au fleuret, règlement FIE 2009.

Le fleuret a été créé au XVIIe siècle pour servir d'arme d'entraînement et d'étude. C'est la seule arme qui ne soit jamais sortie des salles d'escrime (contrairement au sabre qui a servi sur les champs de bataille et l'épée qui a été utilisée pour le duel).
C'est une arme légère — 500 grammes pour une longueur de 110 cm — et flexible dont la section de lame est rectangulaire. La touche se fait avec la pointe uniquement.

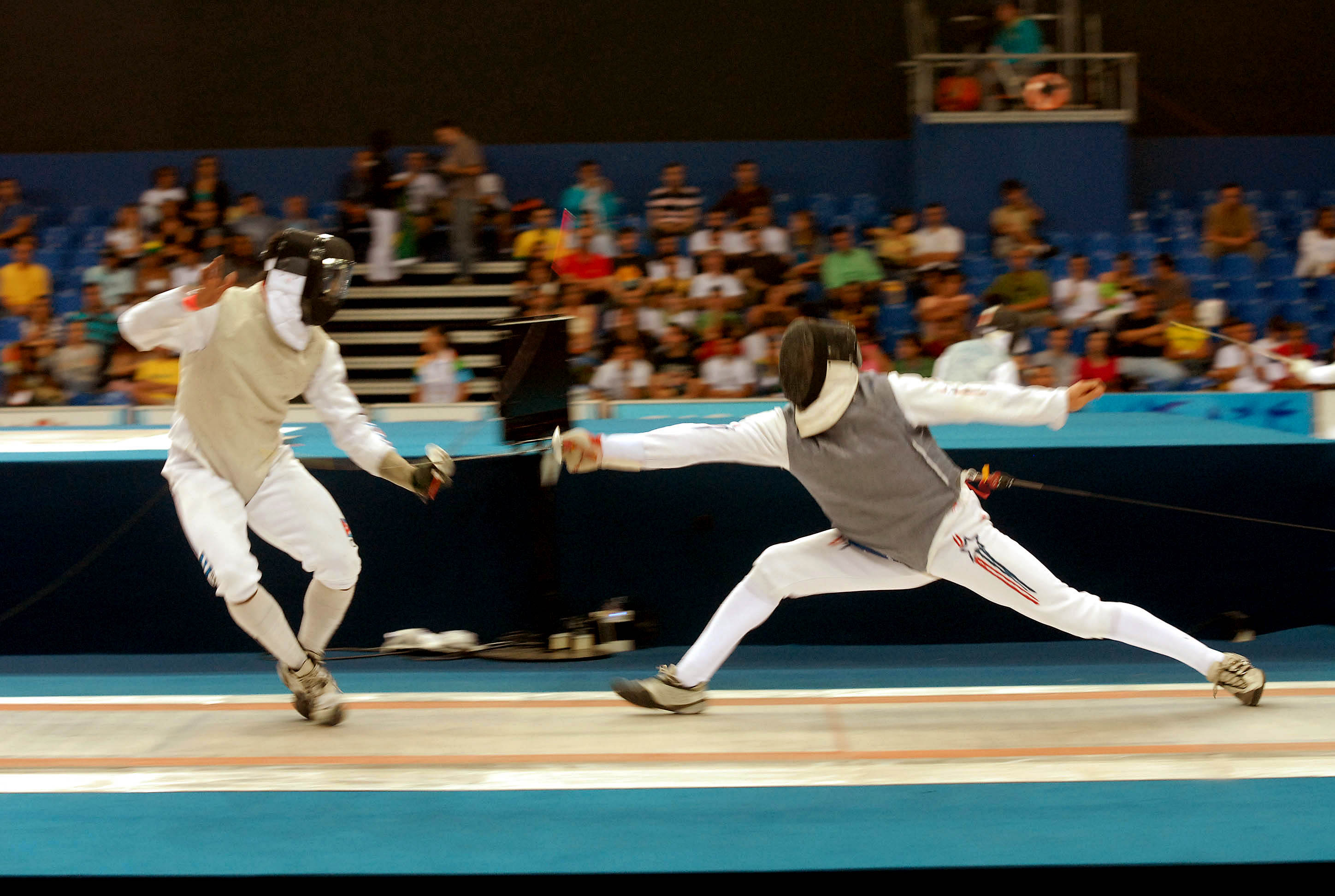
Assaut au fleuret lors des jeux panaméricains.

Le fleuret est une arme d'étude, il est en général la première arme enseignée aux débutants, bien qu'elle soit aussi pratiquée en compétition. Le choix de la première arme enseignée dépend du club et du maître d'armes. Son nom vient de la fleur de laine, autrefois enroulée au bout de la lame pour éviter les blessures. Dans le passé, les femmes n'étaient autorisées à tirer qu'au fleuret et la légèreté de l'arme en rendait son maniement aisé pour les enfants. De nos jours, bien qu'il soit conseillé d'apprendre au moins les principes fondamentaux du fleuret, les escrimeurs peuvent commencer avec n'importe laquelle des trois armes.
L'aire de touche au fleuret est restreinte, c'est un héritage du temps où les équipements de sécurité étaient limités. Les coups au visage étant auparavant dangereux faute de masque, la tête n'est pas une cible valide. L'aire fut réduite au tronc seul, zone où les coups portés seraient potentiellement les plus dangereux si les armes n'étaient pas, fort heureusement, neutralisées. Au fleuret, comme au sabre, il est strictement interdit de "substituer" une surface valable (tronc) par une surface non valable (ex. bras ou tête).
Le règlement international de 2009 dispose que la bavette (partie sous le masque) doit être conductrice.
Le fleuret est une arme d'estoc seulement. L'action offensive de cette arme s'exerce donc par la pointe et par la pointe seule. Comme au sabre, on doit respecter des conventions lors d'un assaut. Il n'y a donc pas de « coup double ». En cas de touches simultanées, la touche est accordée au tireur qui avait la priorité. Cette priorité dépend de la phrase d'armes déterminée par la convention du fleuret. Si aucun des tireurs n'avait la priorité, aucune touche n'est accordée.
Dans les petites catégories, la pointe protégée par un composant, en forme de bille en caoutchouc appelée « mouche », permet les assauts courtois sans risque de blessure durant l'entraînement d'escrime.
Dans les grandes catégories, l'arme à « pointe sèche » a été remplacée par une arme électrique dont le bout se termine par une « tête de pointe » (sorte de bouton métallique sur ressort) qui, reliée à l'appareil, permet d'indiquer les touches pendant l'assaut.
Au fleuret, il faut 500 grammes de pression sur le bouton pour qu'une lampe s'allume indiquant que l'adversaire a été touché (soit verte ou rouge dans une partie valable ou blanche dans une partie non valable).

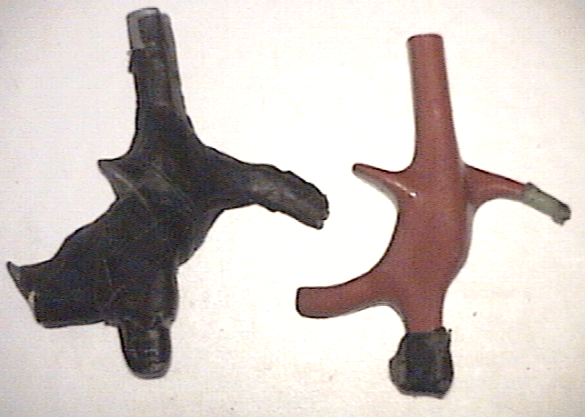
la poignée du fleuret est en forme de pistolet

Philippe Omnès, célèbre fleurettiste français des années 1980-1990, définit ainsi son arme favorite :
« À mon sens, le fleuret est l'arme de référence de l'escrime. La maîtrise technique que nécessite sa pratique est tout d'abord un handicap, mais à terme se retrouve être un atout pour profiter pleinement de l'escrime. Car c'est à travers la technique du fleuret qu'apparaît le mieux la phrase d'armes, véritable conversation entre les tireurs par l'intermédiaire des lames. Le rythme des assauts de fleuret peut être retenu, comme à l'épée, ou au contraire très vif, comme au sabre ».

### Épée

En rouge, aire de touche à l’épée.

L’épée moderne a été inventée au XIXe siècle afin de se battre en duel. C’est une arme d’estoc uniquement. On utilisa auparavant, à partir du XVIe siècle, la rapière, qui a ensuite évolué en épée de cour sous Louis XIV.

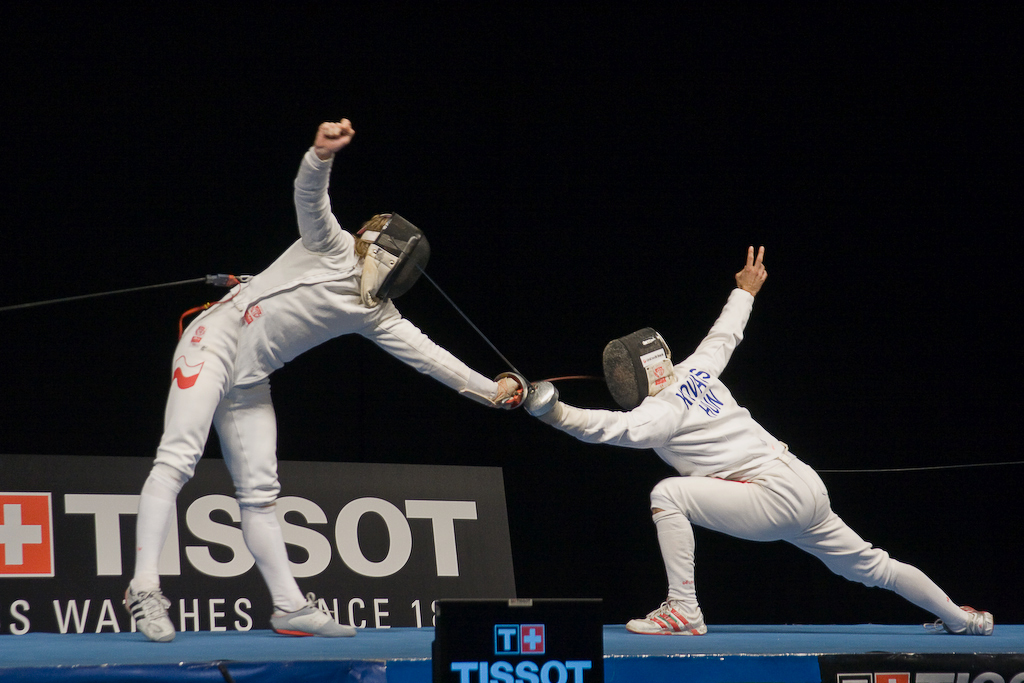
Assaut d'épée aux Championnats d'Europe d'escrime 2007.

L'action offensive de cette arme s’exerce donc par la pointe et par la pointe seule. C'est une arme plus lourde — 750 g pour une longueur de 110 cm maximum (poignée d'une longueur de 20 cm maximum) — et moins flexible que le fleuret, et sa lame est de section triangulaire. La surface valable comprend tout le corps du tireur, y compris ses vêtements et son équipement.
Lorsque les deux tireurs sont touchés simultanément, et que l'appareil enregistre valablement ces deux touches (pas plus de 0,25 seconde d’écart entre les deux touches), il y a « coup double », c’est-à-dire un point pour chacun.
L’épée possède deux fils électriques, tous les deux collés à la lame, qui connectent le bouton à l’extrémité de l’épée aux deux des trois prises qui se trouvent à l’intérieur de la coque.
Cette arme est dite « non conventionnelle » car elle n’obéit pas à des règles de priorité comme le fleuret et le sabre : les conditions et les règles du combat sont donc très similaires à celles des anciens duels.
Éric Srecki, épéiste émérite, définit l’épée ainsi :

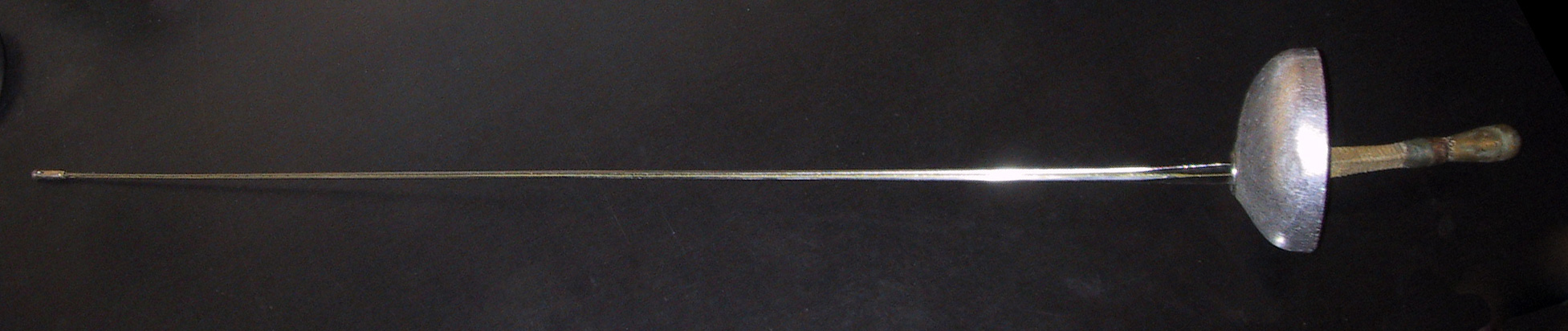
Une épée à poignée droite.

« L’épée, c'est l’arme où les phases d’attente, de préparation sont les plus longues ; l’observation de l’adversaire peut sembler « s’éterniser » lorsqu’on est néophyte, mais il s’agit en fait de contourner la défense de l'adversaire et de s'engager dans la faille […] C'est donc l’arme de la patience, où les nerfs sont mis à rude épreuve »

— Cours d'escrime

### Sabre

En rouge, aire de touche au sabre.

Le sabre est une arme d'estoc, de taille (coup porté avec le tranchant de la lame) et de contre-taille (coup porté avec le dos de la lame) ; les coups du plat de la lame sont aussi valables. C'est une arme conventionnelle comme le fleuret : le sabre répond aux mêmes règles d'engagement (conventions) que le fleuret, donnant la priorité à l'attaquant, et de même légèreté — 500 g pour une longueur totale de 105 cm maximum. En cas de touches simultanées, l'arbitre décide d'accorder la priorité à un des tireurs, ou à aucun des deux. Cette priorité dépend de la « phrase d'armes » et des conventions du sabre. La surface valable pour le sabre est tout ce qui se trouve au-dessus de la taille (à l'exception des 2 mains), car cette arme nous vient de la cavalerie, et qu'il était dans ce cas très difficile de toucher en dessous de la taille. Au sabre, comme au fleuret, il est strictement interdit de « substituer » une surface valable par une surface non valable. Contrairement au fleuret et à l'épée, les passes avant (croisement des jambes en un rapide mouvement vers l'avant) sont interdites (elles étaient autorisées mais ont été supprimées du fait que les déplacements des sabreurs se rapprochaient trop de la course).
Le sabre est une arme dont les assauts sont très difficiles à effectuer par des néophytes, la priorité donnée à l'attaque associée à la relative facilité pour toucher son adversaire rendant les combats très rapides.
Jean-François Lamour, sabreur émérite (il a été deux fois champion olympique, à l'épreuve individuelle, à Los Angeles et Séoul, en même temps que champion du monde individuel) et ancien Ministre des Sports, définit d'ailleurs le sabre de cette manière : « “Assaut” est certainement le mot qui convient le mieux à la discipline du sabre. Plus qu'au fleuret ou à l'épée, c'est dans cette arme que l'escrimeur se trouve dans la nécessité de fondre sur son adversaire en ayant, par feinte et préparation interposées, préparé le geste final. Il n'y a donc pas ou peu de repos pour le sabreur (…) Adaptation et explosion, voilà ce qu'un sabreur doit toujours avoir en tête quand il monte en piste ».

## Assauts
Les trois armes se pratiquent suivant des conventions qui leur sont propres. Les grandes différences sont : la surface valable, la manière de toucher l'adversaire, et la forme et le poids de l'arme. Les règles de priorité d'attaque divergent également. Aux trois armes il est strictement interdit de porter des coups avec la coquille ou d'utiliser le bras non armé à quelque fin que ce soit.

### Piste
Une piste d'escrime mesure 14 mètres de long sur 1,5 à 2 mètres de large. Elle est marquée par des lignes perpendiculaires en divers endroits (centre de la piste, ligne de mise en garde, et limite arrière, outre les 2 derniers mètres doivent être clairement identifiés). Si un tireur sort par l'un des bords latéraux de la piste, l'action est interrompue et les tireurs se remettent en garde en ayant néanmoins fait avancer d'un mètre l'adversaire du tireur qui est sorti ; ce dernier devant donc reculer et se remettre à distance. Si un tireur sort des deux pieds par le bout arrière de la piste, il est considéré comme touché.

Piste d'escrime : C ligne centrale, G ligne de mise en garde, D zone des deux mètres, R zone de recul (ou sortie de piste).

Au bord de la piste, un dispositif électrique complexe assure le décompte des touches au cours de l'assaut. Ce dispositif se compose d'un appareil central, de deux enrouleurs (un par tireur) et de fils conducteurs. L'appareil central est relié aux enrouleurs, situés de part et d'autre de la piste, eux-mêmes reliés aux tireurs. Le système d'enroulement du fil conducteur permet de ne pas encombrer la piste car le fil reste tendu en permanence, sans pour autant réduire la mobilité du tireur vers l'avant. Le circuit électrique est complété par un fil de corps qui passe sous la veste du tireur, contre son flanc et par la manche du bras armé, branché dans une prise située derrière la coquille de l'arme. Au fleuret et à l'épée, le bouton situé à l'extrémité de la lame (la tête de pointe) a un rôle d'interrupteur qui permet de compléter le circuit électrique. Au sabre, dans les épreuves de haut niveau, le fil est remplacé par un boîtier électronique qui transmet à travers les airs le signal à l'appareil d'enregistrement des touches.
L'appareil électrique dispose de quatre lumières ; la lumière s'allume du côté du tireur qui touche. La lumière verte ou la lumière rouge (chaque tireur a sa couleur) indique qu'une touche valable a été portée. Les lumières blanches (une pour chaque tireur) indique qu'une touche a été porté mais sur une zone non valable (exclusivement pour le fleuret). Pour l'épée, aucune lumière blanche ne s'allume. Les escrimeurs sont eux-mêmes reliés au système par le fil tendu grâce aux enrouleurs. Pour juger la matérialité de la touche, seule l'indication de l'appareil de contrôle fait foi. En aucun cas l'arbitre ne peut déclarer un tireur touché sans que l'appareil ait régulièrement enregistré la touche, sauf dans les cas de sanctions (sortie arrière de la piste des deux pieds ou carton rouge pour une faute, (cf. Règlement technique de la FIE)).
La piste sur laquelle les tireurs évoluent est conductrice et reliée à l'appareil comptant les points, il est donc impossible de porter une touche au sol à moins de toucher en dehors de la piste. Les tireurs ont interdiction formelle de laisser traîner la pointe de leur arme sur la piste durant l'assaut.

### Équipement du tireur
L'équipement des tireurs est composé, dans toutes les armes :
- d'un pantalon de même résistance que la veste ;
- d'une veste de tissu dont la résistance doit dépasser 350 N/cm2, et 800 pour les compétitions internationales ;
- d'une sous-cuirasse, qui couvre en "double" le côté du buste mis en avant et le début du bras armé, afin de parer à un déchirement de la couture située sous l'aisselle de la veste. Sa résistance est également de 800 N/cm2 ;
- d'un masque en grille métallique, doté d'une collerette qui recouvre largement le col de la veste et évite une frappe au cou. 800 N et 1 600 pour les compétitions internationales ;
- d'un gant muni de coussinets qui protège la main armée et recouvre partiellement la manche sur l'avant-bras, pour éviter que la lame rentre dans la veste et frappe au coude ;
- d'une paire de chaussettes hautes et épaisses pour protéger les chevilles, les tibias et les mollets ;
- d'un bustier, protégeant la poitrine en particulier pour les femmes, qui peut se constituer de deux coques métalliques à disposer soi-même, ou plus communément d'une sorte de plastron en plastique rigide.

### Arbitrage
L'arbitre d'escrime veille au bon déroulement de l'assaut. Il appelle les tireurs sur la piste, vérifie la conformité de leur matériel, (sous cuirasse, tête de pointe, etc.) et manipule le chronomètre et, le cas échéant, le tableau de décompte des points ou la feuille de match. Il est seul habilité à accorder ou refuser une touche, à constater une faute et à sanctionner en conséquence. Un tireur peut cependant faire appel à une instance supérieure, le directoire technique de la compétition, pour vérifier un point litigieux du règlement. La décision du directoire surpasse celle de l'arbitre qui doit la faire appliquer. Dans les épreuves de haut niveau, l'arbitre est assisté d'assesseurs qui ont un rôle consultatif, mais non décisionnel ; au fleuret et au sabre, l'arbitrage vidéo peut être demandé pour résoudre un litige concernant les questions de priorité. Il est également utilisé à l'épée pour contester la validité d'une touche.
L'article t.170 du règlement technique de la FIE définit les fautes et les sanctions appropriées. Les fautes sont échelonnées en quatre groupes de gravité croissante, le premier groupe contenant les fautes mineures et le quatrième les fautes les plus graves. Les fautes sont sanctionnées par trois types de cartons.
- Le carton jaune, qui a valeur d'avertissement. Deux cartons jaunes valent un carton rouge.
- Le carton rouge, qui pénalise d'une touche le tireur fautif, donnée en compensation à son adversaire.
- Le carton noir, plus rare, exclut le tireur fautif de la compétition et lui inflige une suspension de deux mois de toute compétition d'escrime[15].

L'arbitre inflige ces sanctions selon le barème suivant :
| Groupes          | 1re faute | 2e faute | 3e faute |
| ---------------- | --------- | -------- | -------- |
| Premier groupe   | Jaune     | Rouge    | Rouge    |
| Deuxième groupe  | Rouge     | Rouge    | Rouge    |
| Troisième groupe | Rouge     | Noir     |          |
| Quatrième groupe | Noir      |          |          |

Les fautes du premier groupe constituent des atteintes aux règles mineures ou accidentelles (bousculade, corps à corps intentionnel, etc.), les fautes du deuxième groupe des fautes intentionnelles (coup brutal, touche portée volontairement hors de l'adversaire), les fautes du troisième groupe des fautes de nature à perturber l'ordre. Les fautes du quatrième groupe rassemblent des fautes graves de nature diverse : comportement antisportif, tricherie, refus de saluer l'adversaire, etc. Les cartons sont cumulables, un tireur qui a reçu un carton rouge ne peut donc plus recevoir de carton jaune, même s'il n'a pas commis de faute du premier groupe.

### Structure d'une compétition
Si à l'entrainement le brassage des catégories est monnaie courante, voire encouragé, il n'en est pas de même en compétition, où les catégories d'âges sont très strictes. Le surclassement, c'est-à-dire la possibilité pour un tireur d'effectuer une compétition d'une catégorie d'âge directement supérieure à la sienne, voire, plus rarement, le double surclassement (2 catégories au-dessus) est autorisé. L'inverse est en revanche interdit, à l'exception des Vétérans qui peuvent continuer à participer aux compétitions Sénior, la raison principale étant bien souvent le faible nombre de compétiteurs dans cette catégorie.
La structure habituelle d’une compétition individuelle se compose de deux parties.
La première partie est une phase de poules de 6 à 7 tireurs, selon le nombre d'inscrits, permettant d'obtenir un classement révélateur du niveau des escrimeurs en présence. Certaines compétitions non-officielles utilisent un système à deux tours de poules, le premier servant à composer des poules plus équilibrées pour le second tour, qui serviront quant à elles à composer le tableau éliminatoire. S'il n'y a qu'un seul tour de poule, celui-ci est directement utilisé pour composer le tableau. Dans ces poules, chaque tireur rencontre tour à tour chacun des autres tireurs de ce groupe, lors d'assaut en 5 touches, l'ensemble du match ne dépassant pas les 3 minutes sauf pour le sabre, qui n'est jamais chronométré. Lors des principales compétitions internationales, les tournois de la Coupe du monde d'escrime et les championnats du monde d'escrime, les seize premiers tireurs du classement international inscrits dans la compétition sont exemptés de ce tour de poule. À la discrétion des organisateurs, un pourcentage allant de 20 % à 30 % des engagés est directement éliminé après ce tour de poules. Pour les compétitions vétérans, il n'y a souvent aucun éliminé après le tour de poule. Tous les tireurs se retrouvent en tableau.
La seconde partie est une compétition avec un tableau par élimination directe établi à partir du classement à l’issue des poules. Les assauts se déroulent en 15 touches (10 pour les vétérans, et les M13 [11 ou 12 ans] et 8 pour les M11 [9 ou 10 ans] et M9 [7 ou 8 ans]), rythmés en trois tiers temps de trois minutes (2 mi-temps pour les assauts en 10 touches). Entre ces tiers-temps, une minute de repos est allouée au tireur, qui a la possibilité s'il le souhaite de s'entretenir avec son maître d'armes. Au sabre, le match est divisé en deux temps, séparés par le moment où l'un des tireurs marque la huitième touche. Le vainqueur est celui qui atteint le premier le score de 15 points ou, le cas échéant, se trouve en tête à la fin du temps réglementaire.
Au fleuret et à l'épée, durant les deux phases, si le temps réglementaire est écoulé alors que les deux adversaires sont à égalité de score, une minute de temps additionnel est donnée, en procédant à un tirage au sort. Cette minute se déroule à la "mort subite", c'est-à-dire que le premier tireur qui met une touche remporte l'assaut. Si aucune touche n'est donnée, le gagnant du tirage au sort remporte l'assaut.
Aux Jeux olympiques, la compétition ne comprend pas de tour de poule. Le tableau par élimination directe est basé sur le classement international.
Au pentathlon moderne la structure d’une compétition d’escrime est différente. En effet, chaque tireur rencontre tous les autres participants lors d’assaut en une seule touche gagnante.
Il existe, dans l'Armée de l'air française, une compétition spécifique par équipe en relais de 7 touches. Chaque équipe comprend un fleurettiste, un sabreur et un épéiste entrant en lice dans cet ordre. La première équipe atteignant 21 touches gagne la rencontre.

### Rencontre par équipes
Une équipe d'escrime se compose de quatre tireurs. Trois sont inscrits sur la feuille de match et le quatrième est remplaçant. Ce remplaçant peut entrer en jeu pour des raisons tactiques (méforme d'un équipier titulaire par exemple), ou médicales, pour remplacer un coéquipier blessé. Les remplacements sont irréversibles et chaque équipe ne peut procéder qu'à un seul remplacement par rencontre.
Les matches par équipes (le terme exact définissant les 9 assauts composant un match par équipe est rencontre) se déroulent sous la forme du « relais à l'italienne » : un match en 45 touches durant lequel les 3 tireurs de chaque équipe se remplacent à tour de rôle, soit un total de 9 assauts (chacun des 3 tireurs d'une équipe rencontre chacun de l'autre équipe une fois) de 5 touches. Chaque relais est plafonné à un multiple de 5 touches. Une équipe ne peut totaliser plus de 10 touches après deux relais, 15 après trois relais, etc. Il est toutefois inexact de dire que le nombre maximum de touches par relais est de 5. Dans deux cas de figure, on peut dépasser ce total :
- Lorsque le relais précédent a été arrêté au temps et non au nombre de touches. Si au terme du premier assaut le score est de 4-3, il est possible d'inscrire 6 ou 7 touches pour atteindre le plafond de 10 touches lors du deuxième relais.
- Lorsque l'équipe menée renverse la situation pour prendre la tête. Si le deuxième relayeur de l'équipe est mené 5-3 à l'issue d'un premier relais et mène 10-9 au terme de son assaut, il a remporté l'assaut par 7 touches à 4.

Le score final à l'issue des 9 assauts détermine le vainqueur, la première équipe à 45 touches ou celle qui a le plus de point à la fin du temps réglementaire remporte la rencontre. Le choix de l'ordre des tireurs est donc très important, le dernier pouvant avoir une quantité très importante de touches à rattraper. On place donc communément le meilleur tireur dans le dernier relais, mais la composition d'équipe tient aussi compte des affrontements individuels entre les escrimeurs des deux équipes.
Bien qu'elle soit assez récente dans l'histoire de l'escrime, débutant aux Jeux olympiques de Barcelone en 1992, cette formule de rencontre par équipes a totalement supplanté, dans les compétitions officielles, la formule de 1904 consistant en une rencontre de seize assauts, la victoire revenant à l'équipe qui comptabilise le plus de victoires individuelles, la rencontre s'arrêtant généralement lorsqu'un des deux équipes atteint le palier de neufs victoires, auquel la victoire lui est garantie. Cette formule présentait l'inconvénient d'une logistique particulièrement lourde, avec des équipes pouvant aller jusqu'à huit tireurs. Cette formule fut employée aux Jeux olympiques jusqu'en 1988.
Une autre forme de rencontre par équipes existe, bien qu'elle soit rarement pratiquée en compétition : la poule par équipes. Il s'agit d'une poule totalement analogue à une poule individuelle, à la différence près que les tireurs d'une même équipe ne se rencontrent pas entre eux. L'équipe totalisant le plus grand nombre de victoires est déclarée vainqueur.
Les épreuves par équipes sont sexuées aux Jeux olympiques, et mixtes aux Jeux olympiques de la jeunesse.

## Technique
La force pure en escrime n'est pas la première qualité. Mieux vaut réfléchir (vite) avant d'agir, l'à propos (savoir réagir de manière adaptée et au bon moment) étant la qualité principale d'un escrimeur. Comme tous les autres sports, l'escrime demande de la concentration, de l'agilité, de l'endurance, mais aussi de la technique. Sans entrer dans les détails cette rubrique en donne un petit aperçu.

### Position de garde
La garde est la position la plus favorable que prend le tireur afin d'être prêt à la défensive, à l'offensive ou à la contre-offensive.
L'escrimeur se tient le buste droit et de profil et les épaules effacées afin d'offrir le moins de surface valable possible à l'adversaire. L'arme doit être placée de manière à menacer l'adversaire tout en préservant une position permettant de se défendre (la pointe vers l'adversaire).
Pour le fleuret et l'épée, la position de garde traditionnelle est la sixte, pour le sabre la position de garde traditionnelle est la tierce. Au fleuret, la pointe est dirigée vers l'épaule adverse et le bras armé est tenu légèrement écarté du tronc. À l'épée, la pointe est dirigée vers la main armée adverse et le bras est à demi allongé. Enfin, au sabre, la pointe est dirigée vers l'épaule et le bras armé est près du corps.
La position de garde subit des modifications au cours du combat, suivant la tactique choisie.
Au fleuret et à l'épée, le bras non armé est placé en arrière et relevé afin de mieux se tenir de profil, et de raidir le buste en équilibrant le bras armé. Au sabre, il est placé derrière le dos afin que l'adversaire ne puisse l'atteindre et par mesure de sécurité. Tâche discutable puisque les coups portés au dos sont permis, une main laissée dans le dos est souvent frappée.
Les pieds sont placés perpendiculairement d'une distance d'une fois et demie la longueur des pieds de l'escrimeur. Les jambes sont fléchies à 130 et 150 degrés afin de faciliter les déplacements, les esquives et les fentes ; le centre de gravité est abaissé pour favoriser l'équilibre.
Il existe une autre école, généralement appelée « école russe » ou « escrime scientifique / moderne » qui préconise une position de garde différente : l'escrimeur ne se met pas de profil, mais reste face à son adversaire. Le bras armé est gardé près du corps (pas plus loin qu'une main), cependant lors de match à l'arme électrique le tireur doit prendre garde à ne pas toucher la veste puisque si l'adversaire touche sa lame il y aura une touche. Le bras non armé est laissé le long du corps mais se déplace parfois pour être utilisé comme « contre-poids », tâche d'ailleurs d'utilité discutable.
Cette école modifie également la manière d'effectuer certaines actions, notamment en retardant l'allongement de bras lors de la fente (au lieu de le faire avant, on le fait pendant) afin de gagner en vitesse de pointe et d'éviter d'« annoncer » ses « intentions » trop tôt. Elle est principalement pratiquée par les Russes et les Italiens.

### Différentes positions de l’arme

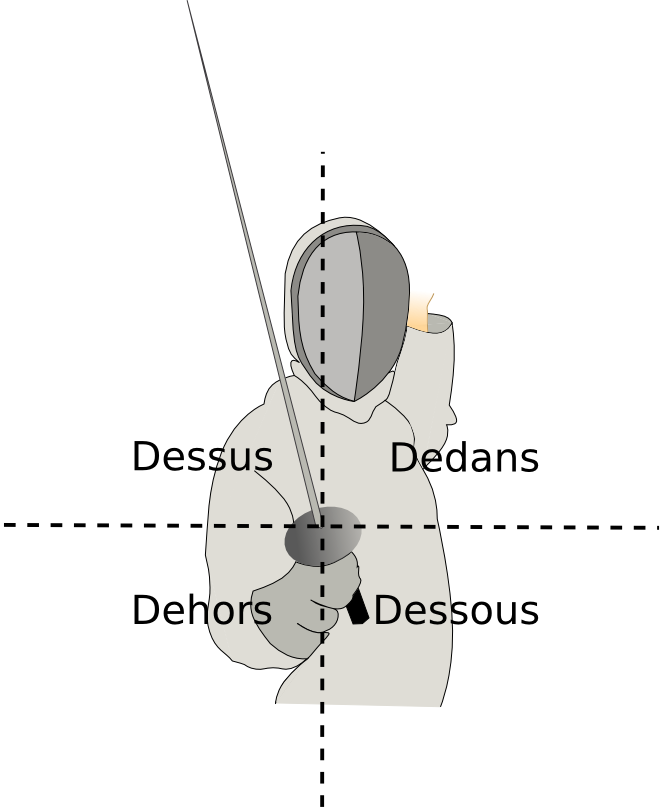
Les lignes en escrime.

Bien que l'orientation du corps reste sensiblement toujours la même en escrime, il existe différentes façons de positionner son arme. Telles les différentes gardes en boxe, les positions en escrime permettent de mettre en place diverses techniques offensives ou défensives. Par exemple au sabre, positionner son arme à gauche (en quarte par exemple), permettra de se défendre d'une attaque visant la partie gauche (ligne du dedans) du corps de l'escrimeur, mais aussi d'attaquer l'adversaire sur sa partie droite. Les "parties" du corps sont appelées "lignes" en escrime, les positions de main sont numérotées de 1 à 8. Ces positions sont associées à la ligne qu'elles protègent, pour chaque ligne, il y a une position en pronation (ongles sous la main) et une en supination (ongles au-dessus de la main) :
- La ligne du dessus est protégée par :
  - la tierce, en pronation (position de garde traditionnelle au sabre)
  - la sixte, en supination (position de garde traditionnelle à l'épée et au fleuret)
- La ligne du dedans est protégée par :
  - la quinte, en pronation
  - la quarte, en supination
- La ligne du dehors est protégée par :
  - la seconde, en pronation
  - l'octave, en supination
- La ligne du dessous est protégée par :
  -  la prime, en pronation
  - la septime, en supination

### Déplacements

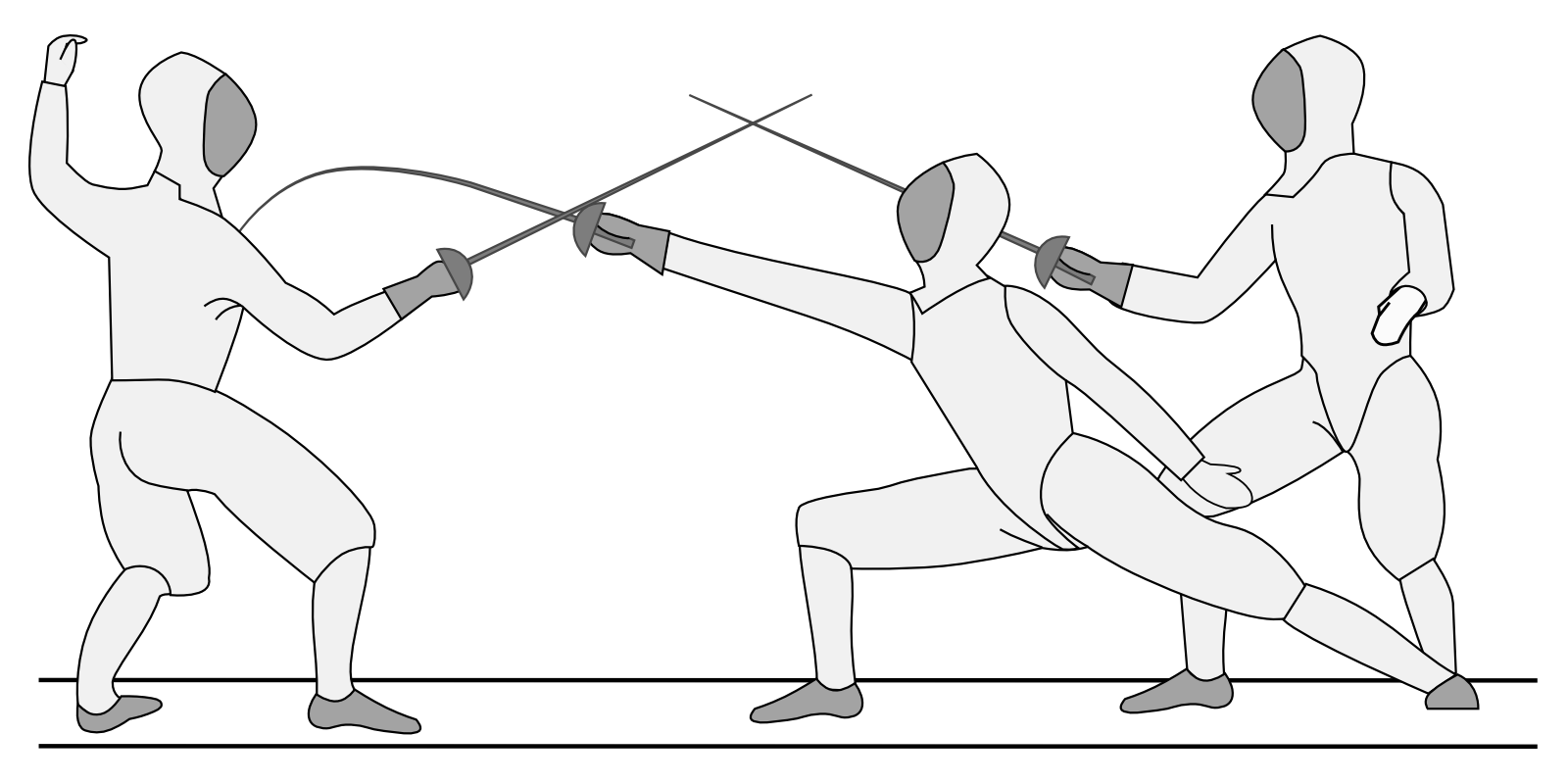
Le développement.

Les principaux déplacements, appelés fondamentaux, sont :
- La marche permet de s'approcher de l'adversaire pour l'attaquer. L'escrimeur se tient de profil, le pied avant et le talon du pied arrière sont perpendiculaires et sur une même ligne à une distance d'environ cinquante à soixante centimètres (environ deux pieds), le tout jambes fléchies pour une meilleure réactivité. Pour marcher, on avance d'abord le pied avant, puis on ramène le pied arrière à sa distance initiale dans le laps d'un temps d'escrime. La marche commence avec l'élévation de la pointe du pied avant et se termine lorsque le pied arrière est revenue à sa position initiale. Le mouvement peut à la lecture sembler saccadé et peu naturel mais avec l'habitude et l'entraînement, l'escrimeur parvient à une marche rapide, esthétique et agile.
- La retraite permet de s'éloigner de l'adversaire pour éviter de se faire toucher. Il s'agit de la marche en sens inverse. Elle commence par le recul du pied arrière et se termine lorsque le pied avant est revenu à sa position initiale.
- La fente (ce n'est pas un déplacement classique mais plutôt une amorce offensive) permet de « fondre » sur l'adversaire d'abord en allongeant son bras puis en relevant son pied avant (l'adversaire peut voir le dessous du soulier durant cette étape) et en avançant celui-ci d'environ 90 centimètres en poussant le plus fortement possible de la jambe arrière. Le genou avant doit demeurer aligné avec le pied (s'il est plus avancé il y a déséquilibre). Cette action de l'allongement du bras suivi de la fente est appelé développement. Correctement exécutée, la touche s'exécute avant que le pied avant ne touche le sol à la fin de la fente. La vitesse et la puissance de ce mouvement en font une action très efficace. L'arme, si la touche est placée, prend une légère courbure que l'on appelle la flèche. La fente peut avoir une séquence différente en tenant compte de considérations tactiques plutôt que techniques, par exemple l'allongement du bras peut se produire pendant ou après l'allongement de la jambe. En revanche, aux armes conventionnelles (fleuret et sabre) une inversion de la séquence bras-jambes sera considérée comme mal exécutée et ne donnera pas la priorité à l'attaquant en cas de touche double.

Tout le jeu consiste alors à surprendre son adversaire dans le rythme des déplacements et des attaques utilisés.
Ces déplacements servent aussi à faire des feintes, simples ou composées, pour tromper le tireur adverse. La feinte peut aussi être effectuée en faisant une fausse attaque qui a pour effet de déstabiliser l'adversaire, puis une autre quand il prend la parade de la première.
En complément de ces fondamentaux on ajoutera les déplacements suivants :
- Le bond avant et le bond arrière qui s’effectuent en lançant le pied concerné (avant ou arrière). Il entraîne alors le corps vers l'avant ou l'arrière. Les deux pieds doivent toucher le sol en même temps.
- La passe avant (interdite au sabre parce qu'elle fut trop souvent utilisée pendant les assauts en étant terminée par la flèche, faisant ressembler les déplacements des sabreurs à de la course de sprint plutôt qu'à de véritables déplacements d'escrime. Dans l'histoire de cette arme, l'interdiction de la passe avant coïncide presque avec l'électrification du sabre et de tous les autres changements consécutifs apportés au règlement) et la passe arrière qui s’effectuent en croisant les jambes (Ces deux mouvements sont interdits au fleuret jusqu'aux minimes).
- La ballestra, qui généralement précède une fente (et au sabre, une marche ou une double marche, procédé fréquemment utilisé par les sabreurs de l'ancienne URSS dans les années 1980), est une sorte de bond avant, sauf qu'au lieu de poser les deux pieds à terre en même temps, le pied avant va faire un « appel » (c’est-à-dire frapper fort du talon) afin de déstabiliser l'adversaire qui aura tendance à avoir une réaction de surprise.
- Le redoublement de fente s’effectue à la fin d’une fente. Il y a le redoublement arrière qui consiste à ramener son pied arrière en position de garde et à se fendre à nouveau tout en maintenant la pointe menaçante en direction de l'adversaire et en raccourcissant son bras (plutôt épée). Moins utilisé est le redoublement avant. Lorsque l'on est fendu on ramène le pied avant pour être en position de garde et l'on se fend à nouveau. Ce redoublement se fait donc en restant au même endroit et est surtout défensif pour par exemple faire une parade riposte. Ce mouvement est très technique et demande un temps de réaction très rapide.
- La flèche (interdite au sabre), assurément le mouvement technique le plus esthétique et le plus redouté, a pour but de permettre au tireur d'atteindre la cible qu'il souhaite en créant une brutale rupture temporelle, par une très brusque accélération, et ce, à partir d'une distance de charge plus élevée que pour une fente. Elle s'exécute, en mobilisant d'abord la main pour diriger l'arme vers la cible, d'où, dans le jargon des maîtres d'armes, « la main d'abord ». En effet, une brutale mobilisation du train inférieur avant que la main ne se déplace, rend l'intention de l'attaquant plus facilement perceptible, l'expose à une contre-attaque sur le départ de l'action, et lui fait perdre du temps. Cette action légèrement anticipée de la main est directement coordonnée, dans une « unité du geste », à l'action propulsive de la jambe avant, elle-même combinée de manière simultanée avec un croisé de la jambe arrière le plus loin devant possible, pour, d'une part, compenser le fort déséquilibre avant créé par la bascule du buste (beaucoup plus prononcée que pour une fente), et, d'autre part, pour permettre à l'escrimeur de reprendre son équilibre en cas d'échec de l'attaque, afin de pouvoir parer une éventuelle riposte ou un contre-temps. Ce mouvement demande beaucoup de technique et de précision, à tel point que les plus jeunes pratiquants n’ont pas le droit de l’utiliser.

### Attaque
C'est l'action offensive initiale qui s'effectue en allongeant le bras, la pointe menaçant la
surface valable et coordonnée avec une progression des appuis vers l'avant (fente, flèche). Cette action donne la priorité aux armes conventionnelles (fleuret et sabre).
L'attaque peut être : simple (effectuée en un seul temps), ou composée (précédée d'une ou plusieurs feintes).
Il existe 3 attaques simples :
- Le coup droit (ou tiré droit), comme son nom l'indique, est une touche portée tout droit (en restant dans la même ligne).
- Le coupé, consiste à changer sa lame de côté par rapport à la lame adverse, en la contournant en passant par-dessus la pointe, avant de porter la touche.
- Le dégagement (ou dégagé), consiste à porter la touche après avoir changé sa lame de côté par rapport à la lame adverse en la contournant par la coquille de l'adversaire.

Ces trois attaques simples peuvent avoir été précédées d'une ou plusieurs feintes ; on parle alors d'attaques composées : les plus utilisées sont le "une-deux" et le "doublé" (une feinte de dégagé ou de coupé suivi d'un dégagé (appelé « trompement » qui consiste à éviter la parade adverse), la feinte de coup droit-dégagé, la feinte de coupé-coupé… Tout ceci en changeant de ligne horizontale et/ou verticale et/ou diagonale.
L'attaque, simple ou composée, peut être précédée de préparations d'attaque. On distingue :
- Les attaques au fer : elles ont pour objet d'écarter le fer adverse sans forcément le maîtriser. On distingue : le battement (ou batté), la pression, le froissement.
- Les prises de fer : elles ont pour objet d'écarter le fer adverse en conservant la maîtrise jusqu'à la touche. On distingue : l'opposition, le liement, le croisé, l'enveloppement.

Le contact des fers, l'engagement, peut permettre au tireur avant l'attaque de juger son adversaire et notamment de prévoir ses coups. La sensation tactile correspondante (plus efficace que le regard) se nomme en escrime le sentiment du fer. Dans l'escrime moderne, l'engagement devient de plus en plus rare, mais le "sentiment du fer" conserve sa valeur lors des autres occasions de contacts des fers (parade, prise de fer…).

### Parade
Il existe plusieurs moyens pour se défendre.
- Le premier moyen de se défendre est la parade.

Les parades sont des actions défensives dont le but est de s'assurer d'obtenir la riposte et de toucher. Elles écartent la lame adverse de la cible. Les parades principales correspondent aux diverses positions de la main, et sont au nombre de huit : la prime, la seconde, la tierce, la quarte, la quinte, la sixte, la septime et l'octave.
On distingue les parades principales selon la position de l'avant-bras. En supination, ce sont les parades de sixte (position de la garde dans les armes de pointe), quarte, septime, octave. Dans toutes ces positions, le pommeau de l'arme est au-dessus de la main. En pronation, ce sont les parades de prime, seconde, tierce (position de la garde au sabre) et quinte. Dans ces positions, le pommeau est sous la main.
Les parades circulaires (par exemple le contre-de-sixte) consistent en un mouvement circulaire de la lame se terminant dans la position de départ (en sixte pour un contre-de-sixte, en quarte pour un contre-de-quarte, etc.). Ce mouvement circulaire permet d'intercepter la lame adverse et de la bloquer dans la position d'arrivée, pour ensuite conduire la riposte. À chaque parade correspond ainsi une parade circulaire. La plus usitée est le contre-de-sixte (au fleuret et à l'épée), action redoutable et particulièrement efficace si le tireur l'exécute avec la rapidité nécessaire.
- La retraite permet d'éviter de se faire toucher en gardant l'adversaire à distance.
- L'esquive est un mouvement qui écarte une partie de son corps afin de ne pas être touché.
- La contre-attaque (le plus souvent en épée) permet de toucher avant l'adversaire sur son attaque sans écarter sa lame.

Les parades au Sabre sont :
- La tierce (Position de garde, droite →)
- La quarte (Gauche ←)
- La quinte (En haut ↔)
- La seconde (En bas a droite)
- La prime (En bas a gauche)

### Riposte
Au fleuret ainsi qu'au sabre, la parade donne la priorité à l'attaque qui la suit et que l'on nomme riposte, action offensive destinée à toucher l'adversaire après la mise en échec de son attaque. Cette riposte peut également être parée. La contre riposte est alors l'action offensive qui suit la parade de la riposte, et ainsi de suite… Si la riposte est attendue (environ 1 seconde), le tireur perd la priorité on appelle ça le temps d'escrime.
Si la parade n'est pas suivie d'une riposte, le tireur qui a paré peut subir une remise d'attaque (dangereuse car il est alors difficile d'exécuter plusieurs parades successivement). Il appartient à l'arbitre d'apprécier, à la suite d'une parade, l'intervalle de temps pendant lequel la riposte peut être effectuée en conservant sa priorité. Ce laps de temps n'est pas défini strictement : on parle de "temps d'escrime" pour désigner la fraction de seconde nécessaire à un escrimeur pour exécuter une action simple, telle que l'allongement du bras par exemple. Ainsi, une riposte immédiate (dans le temps d'escrime) doit être jugée prioritaire sur la remise d'attaque.
À l'épée, il n'y a pas de "priorité".

## Aspects tactiques et neurologiques
L'aspect tactique en escrime est très important. Il est possible de comparer la stratégie adoptée par les tireurs à un jeu de pierre-feuille-ciseaux, mais en bien plus complexe. "L'attaque simple" est défaite par la "parade-riposte", qui à son tour est battue par "l'attaque composée", qui peut être contrée par l'attaque sur la préparation, à son tour, celle-ci est défaite par l'attaque en "contre-temps", qui est vaincue par une "contre-attaque composée" et finalement cette dernière tellement complexe est défaite par "l'attaque simple". Cependant, à l'épée, toute touche rapporte un point au tireur (si les deux joueurs touchent simultanément, chacun gagne un point), alors qu'au sabre et au fleuret, des règles de priorités s'appliquent en cas de touches simultanées : l'attaque l'emportera sur la contre-attaque, alors que si celle-ci échoue (si elle ne touche pas, qu'elle soit "trop courte" et n'atteigne pas l'adversaire ou qu'elle soit parée) ou si elle est mal effectuée (raccourcissement du bras armé, fente tardive, etc.), la priorité passe à l'autre tireur. Au fleuret, s'il y a touches simultanées, mais que le tireur ayant la priorité touche dans une surface non valable, aucun point n'est attribué, et les joueurs reprennent la touche là où elle s'était arrêtée. S'il n'y a qu'une seule touche, le point va sans ambigüité au joueur ayant touché son adversaire. Ce sont des considérations majeures que les joueurs prennent en compte afin d'élaborer une stratégie : vont-ils attaquer en premier à l'épée, et tenter une touche risquée, ou bien patienter jusqu'à ce que l'adversaire prenne le risque d'attaquer et faire échouer son attaque ? Au sabre et au fleuret, vont-ils prendre la priorité avant que l'adversaire n'ait le temps de réagir, ou plutôt la reprendre à l'adversaire et riposter ?
Guy Azémar, chercheur en neurosciences, indique en 2010 que selon son enquête, les gauchers représentent 25 % des engagés dans les compétitions mondiales, et 60 % des médaillés d’or, alors que le nombre de gauchers dans la population générale est de l’ordre de 10 %. Les gauchers dominent surtout dans les armes d’estoc (épée et fleuret, où l’on touche avec la pointe), où le bras agit comme une projection balistique.

## Traumatologie
Même si les lames sont non coupantes et que le bout de la lame est soit recourbé, soit protégé par un bouton électrique, le fleuret, l'épée et le sabre restent fondamentalement des armes blanches capables de blesser gravement. C'est pour cette raison que les escrimeurs portent une tenue de protection faisant l'objet d'un contrôle rigoureux lors des compétitions de tous niveaux.
Si l'équipement est bien porté, un escrimeur n'a à craindre que d'éventuelles ecchymoses dues à des touches un peu violentes (en particulier au sabre, où les coups de taille peuvent être violents. Lors d'une attaque bien conduite, la lame de l'épée ou du fleuret est faite pour plier dans un certain sens et donc absorber l'essentiel de l'énergie de la frappe). Il faut cependant faire attention à la main non gantée qui ne tient pas l'arme, car la pointe d'une épée ou la lame d'un sabre peut parfois écorcher vivement la peau.
Le risque principal pour un escrimeur est de voir la lame de son adversaire se briser lors d'une frappe, ce qui arrive régulièrement. En théorie, les lames sont conçues pour se casser avec une section plate, en pratique il arrive que la lame se casse de biais, présentant alors une pointe acérée. La tenue de protection est conçue pour résister à une frappe avec une lame brisée, ce qui empêche les accidents sérieux.
Passé ces contraintes particulières à l'escrime, il est nécessaire de s'échauffer, en exécutant par exemple une série de fondamentaux ou en s'entraînant sur un mannequin, afin d'éviter claquages et élongations musculaires. Ceux-ci sont fréquemment localisés au niveau des jambes qui sont sollicitées intensément et dans une posture peu naturelle, et plus particulièrement dans la jambe d'appui. Les adducteurs, qui subissent des extensions particulièrement traumatisantes, sont sujets à ce type de blessure. En cas de douleur persistante en position de garde, il est recommandé au tireur de mettre un terme à sa séance d'entraînement.
Les appuis du tireur, particulièrement sollicités, peuvent faire l'objet de différents traumatismes. Le tireur doit être attentif à la position de ses pieds, sans quoi il s'expose à des torsions articulaires au genou ou plus fréquemment à la cheville, ou bien à des tendinites, là aussi plutôt au niveau de la cheville (tendon d'Achille). Une bonne position de pieds n'assure cependant pas une sécurité totale. Une retraite exécutée par réflexe, par exemple pour éviter une touche, peut entraîner une torsion. La blessure est alors inévitable.
L'escrimeur peut, par la nature de ses déplacements, être sujet à des ampoules au talon, à la base de la voute plantaire et aux orteils. La dimension de l'ampoule est alors proportionnelle à l'intensité de ses déplacements, mais n'est pas nécessairement fonction de son poids. Avec la pratique, les ampoules ont tendance à apparaître moins fréquemment et sont moins douloureuses. De la corne se forme naturellement sous le pied et agit comme une protection contre les ampoules, mais modifie sensiblement la perception du tireur par rapport à ses déplacements. Le port d'une paire de chaussettes en dessous de la paire de chaussettes d'escrime est un moyen efficace pour prévenir les ampoules.
Le frottement de la poignée peut occasionner d'autres ampoules, aux doigts, en particulier pour les utilisateurs de poignées orthopédiques. Une tenue ferme de la poignée est conseillée pour minimiser les frottements, toutefois le problème peut être récurrent si la forme de la poignée ne correspond pas à la morphologie de la main du tireur. Une poignée différente doit alors être installée, et la poigne du tireur peut aussi faire l'objet d'un entraînement spécifique afin d'optimiser la prise en main de son arme.

## La pédagogie ancienne et moderne
À partir des années 1970, l'escrime française adopte les cours collectifs qui consistent pour le maître d'armes à enseigner en face d'un groupe, permettant ainsi une pédagogie de masse adaptée au monde moderne. La pédagogie de l'escrime sportive supprime ainsi les leçons particulières de maître à élève en début et en fin de cours, entrecoupés d'assauts. Cette méthode a notamment été théorisée par le maître d'armes René Geuna[réf. souhaitée].
On généralise aussi de plus en plus les poignées dites "orthopédiques" au détriment des poignées droites plus difficiles à maîtriser. Cette réforme a ainsi conduit à une uniformisation de l'enseignement, provoquant une perte de singularité de l'escrime française[réf. nécessaire]. Au sabre la poignée est presque toujours droite.

## Les différentes formes d'escrime

### Escrime handisport
Aujourd'hui l'escrime handisport est une escrime à part entière qui s'adapte bien à sa pratique en fauteuil roulant. Les échanges sont très rapides et les règlements sont proches de l'escrime traditionnelle. La technique fondamentale reste la même, mais des règles particulières sont appliquées.
De plus en plus d'entraînements communs handicapés/valides sont organisés. De plus en plus de compétitions ont lieu en commun (sur un même site) permettant ainsi d'intégrer de façon plus concrète les sportifs handicapés à la communauté des escrimeurs.
Il existe des compétitions handisports au niveau national et international.
Certaines salles proposent aussi de l'escrime pour les mal et non voyants qui tirent debout et se repèrent grâce au contact entre les lames. Pour qu'une touche soit valable, il est nécessaire qu'il y ait contact de fer avant la touche.

### Escrime classique
Dans le monde anglo-saxon, il existe un mouvement qui affirme que l’avenir doit être guidé par le passé. Les escrimeurs “classiques” soutiennent que l’escrime, avant les innovations techniques et pédagogiques modernes et avant l’introduction des appareils électriques, était plus correcte et plus humaine. L’escrime sportive, disent-ils, a perdu la réalité du duel alors que les règles de l’escrime en sont tirées. C’est la raison pour laquelle ils ont rejeté la FIE, et ont fondé leurs propres nouvelles organisations.
Il est très important de comprendre que l’escrime classique n’est pas l'escrime artistique. Même si sa pratique est soumise à des règles et à une discipline très strictes, c’est un vrai agon. L’influence de ce mouvement sur l’escrime est encore totalement mineure en France.

### Escrime de spectacle
Loin de la notion d'opposition propre à l'escrime sportive, l'escrime artistique mise sur le partenariat. Ensemble, les partenaires construisent une passe d'armes esthétique simulant un combat à la rapière, l'épée médiévale, fleuret, épée de cour… L'escrime artistique est une activité proche de la cascade et de l'art (comédie, expression corporelle, théâtre, cinéma…).
L'escrime artistique est une simulation de combat et contrairement à l'escrime sportive, la touche est évitée. La passe d'armes doit faire illusion et doit être crédible. C'est pourquoi les techniques, qui diffèrent selon les armes choisies, s'inspirent d'anciens traités d'escrime, mais sont retravaillées à la fois pour des motifs de sécurité et de lisibilité par le public.
L'escrime est un sport ou un art ambidextre, il faut pouvoir utiliser aussi bien sa main droite que sa main gauche.

### Arts martiaux historiques européens
Les arts martiaux historiques européens (AMHE), aussi désignés sous le nom d'« escrime ancienne » ou d'« escrime historique », correspondent à une démarche entreprise depuis les années 1990 tendant à redécouvrir les techniques de combat utilisées dans l'histoire européenne.
La méthode d'étude se fonde à la fois sur des sources historiques (traités d'époque et autres documents) ainsi que sur une reconstitution sécurisée armes à la main. Les AHME limitent leur champ d'étude d'un point de vue des techniques (armes blanches, éventuellement mains nues), périodes (des origines à 1914), et géographie (Europe) visées.
L'expression « arts martiaux historiques européens » est en général préférée à celle d'« escrime ancienne » du fait d'une confusion ayant existé avec l'escrime artistique, qui elle est destinée au spectacle.
On parle aussi parfois d'escrime historique.

### Escrime ludique
L'escrime ludique est une discipline sportive et ludique trouvant son origine dans le milieu médiéval-fantastique du jeu de rôle grandeur nature dit aussi « Combat GN » et reproduisant des techniques de combat réelles mais avec des armes inoffensives. Ces combats empruntent d'ailleurs souvent à l'escrime classique la comptabilisation des points fondés sur des « touches » même si la comptabilité reste encore ici souvent manuelle et fondée sur fair-play et bonne foi reprenant ainsi également une partie de l'esprit et des valeurs de l'escrime. Le but est l'art de toucher son ou ses adversaires à l'aide d'une arme en mousse de latex sur les parties valables et sans être touché.
Cette discipline s'exprime principalement à l'intérieur des battle games aux États-Unis.
Types actuellement reconnus par les fédérations de jeu de rôles grandeur nature belge et française :
- L’escrime GN[23] est la forme originelle d’où a émergé la pratique de l’escrime ludique. Elle est aujourd'hui pratiquée en tant que discipline propre via des entraînements en clubs sportifs[24],[25]
- Le trollball est un jeu où deux équipes s'affrontent sur un terrain défini en tentant d'emmener une balle (tête de troll) dans le camp adverse[26].
- Le jugger est une version grandeur nature du film The Blood of Heroes.

On peut également séparer l'escrime ludique en deux parties distinctes : les représentations plus scéniques durant les jeux de historico-héroïc-fantasy et les représentations plus sportives, indépendantes des situations originelles en jeux de rôles, où les armes peuvent être des modèles impossibles à manipuler dans la réalité.
Un partenariat entre la Fédération française des jeux de rôles grandeur nature (FédéGN) et la fédération française d'escrime (FFE) pour le développement et la reconnaissance de la pratique a vu le jour en décembre 2015.

### Escrime laser
Le sabre laser, ou sabre laser sportif, (en anglais "LED saber fencing") est une discipline à caractère sportif apparue dans les années 2010, et reconnue officiellement comme un sport par la Fédération Française d'Escrime le 10 février 2019. La discipline du sabre laser regroupe différentes pratiques ayant recours à l'utilisation d'un sabre laser. Il s'agit de la réplique d'une arme fictive, elle-même issue de la saga cinématographique Star Wars, qui existe dans différentes configurations, avec des caractéristiques techniques variées. La plus répandue se présente sous la forme d'un manche en aluminium d'environ 27 centimètres, surmonté d'une lame creuse en polycarbonate transparent, d'une longueur comprise entre 80 et 90 centimètres et d'un diamètre d'environ 2,5 centimètres. La lame est éclairée par une ou plusieurs diodes électroluminescentes, alimentées par une batterie.
La discipline s'organise autour de trois pratiques principales, reconnues par la Fédération Française d'Escrime : la chorégraphie de combat, les katas et le combat sportif. De nombreuses associations, réparties dans plusieurs pays, proposent des pratiques et systèmes de combat différents.
Les pratiquants sont surnommés laseristes.

### Escrime équestre

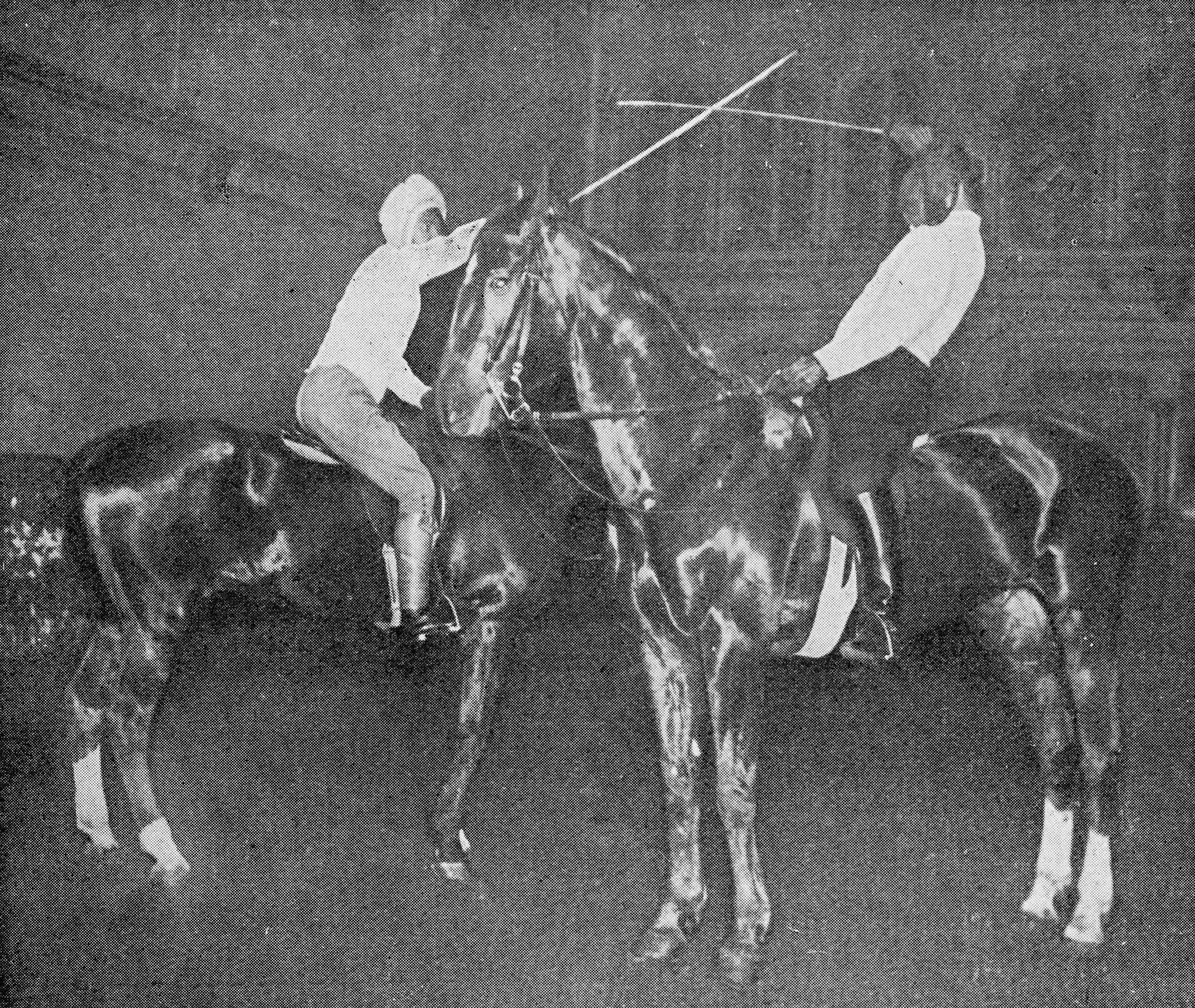
Escrime équestre.

L'escrime équestre est un sport qui fut promu par Pierre de Coubertin au début du vingtième siècle.

## L’escrime dans le monde

### Organisation de l’escrime aujourd’hui

#### FIE
La Fédération internationale d'escrime ou FIE est l'organisation qui régit mondialement le sport de l'escrime. Domiciliée à Lausanne, elle compte 148 fédérations membres. Elle organise principalement les Jeux olympiques et les championnats du monde. Elle crée les circuits de Coupe du monde. C'était en 2007, la seule fédération sportive internationale dirigée par un Français, René Roch. Le 6 décembre 2008, battant le Président sortant, le Russe Alicher Ousmanov est élu président de la FIE. Il est réélu le 8 décembre 2012 et le 27 novembre 2016.

#### Fédérations nationales

##### Belgique
La Fédération royale belge des cercles d'escrime (FRBCE) est la seule organisation de gestion de l'escrime reconnue par le Comité olympique et interfédéral de Belgique (COIB) et la Fédération internationale d'escrime (FIE).
Elle se compose de deux membres :
- Ligue francophone des cercles d'escrime de Belgique qui regroupe une quarantaine de cercles d'escrime à Bruxelles et en Wallonie[32].
- Vlaamse Schermbond (fédération flamande d'escrime) qui est composé d'environ 25 cercles d'escrime en Flandre[33].

L'Académie royale d'armes de Belgique (A.R.A.B.) est l'association des enseignants d’escrime de Belgique (initiateurs, prévôts et Maîtres d'arme).

##### France
La Fédération française d'escrime (FFE) représente la France dans l'escrime de haut niveau.
La FFE repose sur plusieurs éléments :
- Plus de 800 clubs d'escrime français.
- Les comités départementaux chargés de créer, d'organiser et d'animer l'activité dans son secteur géographique.
- Les ligues régionales organisent les épreuves officielles qualificatives pour les différents championnats nationaux de toutes catégories d'âge, entraînent et perfectionnent les espoirs régionaux, forment les cadres et les arbitres.

##### Suisse
La Fédération suisse d'escrime (Swiss Fencing), officiellement fondée en 1914, est l'organisation officielle régissant l'escrime en Suisse. Elle englobe les 50 clubs d'escrime suisses.

## Principales compétitions

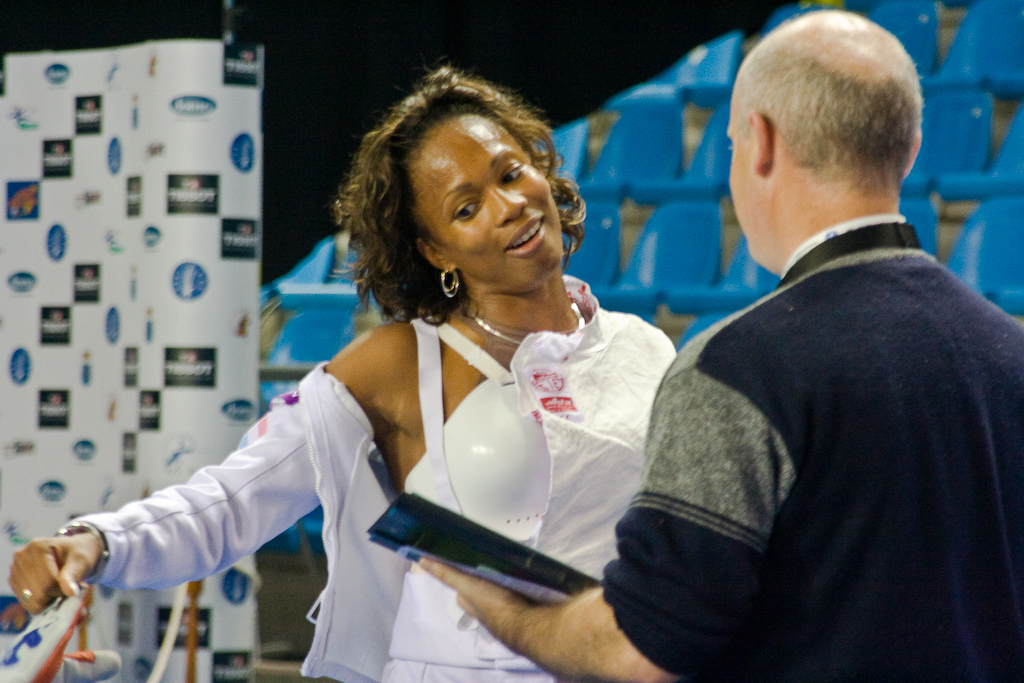
Laura Flessel.

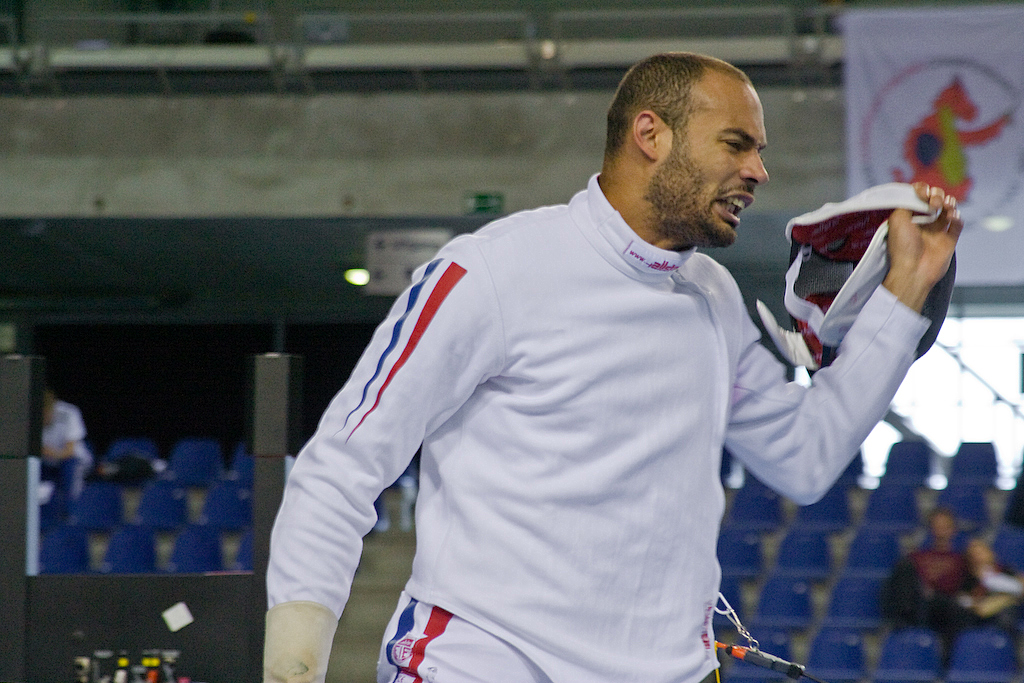
Fabrice Jeannet.

### Jeux olympiques
| Rang | Pays                 | Médaille d'or, Jeux olympiques | Médaille d'argent, Jeux olympiques | Médaille de bronze, Jeux olympiques | Total |
| ---- | -------------------- | ------------------------------ | ---------------------------------- | ----------------------------------- | ----- |
| 1    | Italie               | 49                             | 40                                 | 33                                  | 121   |
| 2    | France               | 44                             | 41                                 | 36                                  | 119   |
| 3    | Hongrie              | 31                             | 22                                 | 26                                  | 83    |
| 4    | Union soviétique     | 18                             | 15                                 | 16                                  | 49    |
| 5    | Russie               | 9                              | 2                                  | 5                                   | 16    |
| 6    | Allemagne de l'Ouest | 7                              | 8                                  | 1                                   | 16    |
| 7    | Allemagne            | 6                              | 7                                  | 10                                  | 23    |
| 8    | Cuba                 | 5                              | 5                                  | 6                                   | 16    |
| 9    | Pologne              | 4                              | 9                                  | 9                                   | 22    |
| 10   | Roumanie             | 3                              | 4                                  | 7                                   | 14    |

En 2015, les trois champions les plus titrés de l'histoire des Jeux Olympiques sont le Hongrois Aladar Gerevich, avec sept médailles d'or, deux d'argent et une de bronze entre 1932 et 1960, l'Italien Edoardo Mangiarotti (six médailles d'or, six d'argent et une de bronze entre 1936 et 1960) et l'Italienne Valentina Vezzali (six médailles d'or, une d'argent, une de bronze entre 1996 et 2012),.

### Compétitions internationales
- Championnats du monde d'escrime
- Championnats d'Europe d'escrime
- Championnats d'Afrique d'escrime
- Championnats d'Asie d'escrime
- Championnats panaméricains d'escrime
- Coupe du monde d'escrime et Grands Prix d'escrime
- Coupe d'Europe des clubs champions d'escrime
- Le marathon international d'escrime de Paris (compétition internationale pour les catégories M14 et M17 au fleuret)

### Compétitions nationales
- Championnats de France d'escrime
- Championnats suisses d'escrime

### Système de classement

#### Classements nationaux
Au niveau national, les fédérations de chaque pays ont un système de classement propre mais généralement basé sur une formule de circuit de compétitions nationales rapportant des points pour le classement national. L'importance de ce classement est en revanche particulièrement variable. Aux États-Unis, indépendamment des résultats des tireurs lors des compétitions internationales comme la Coupe du monde ou les championnats du monde, c'est uniquement par le biais du classement national qu'un tireur peut se qualifier pour les Jeux olympiques, bien qu'il faille pour cela que l'équipe nationale se soit qualifiée par équipes au cours des épreuves de Coupe du monde. En France, où les principaux escrimeurs, concentrés sur les échéances internationales, disputent rarement le circuit national complet, le classement a beaucoup moins d'impact. Les sélections pour les grands championnats se font en priorité sur la base du classement mondial, puis à la discrétion des entraîneurs nationaux en fonction de la forme du moment, des derniers résultats des tireurs par exemple.

#### Classement mondial individuel
La Fédération internationale d'escrime organise annuellement une série de compétitions aux trois armes attribuant des points pour le classement mondial. Cette série de compétitions comporte cinq événements de catégorie A, trois Grand Prix, les championnats de zone (Afrique, Amériques, Asie-Océanie, Europe) et championnats du monde. Les Jeux olympiques, organisés par le CIO, comptent également pour le classement mondial. Au bout d'une saison (au terme des championnats du monde ou des Jeux olympiques), les tireurs et équipes nationales occupant la première place mondiale sont déclarées vainqueurs de la Coupe du monde.
Au terme d'une épreuve de coupe du monde, jusqu'à 256 tireurs peuvent recevoir des points en fonction de leur résultat. Les moins bien classés (entre la 129e et la 256e place) reçoivent, naturellement, le plus bas total de points. Plus le classement d'un tireur dans la compétition est élevé, plus il reçoit de points, et plus l'écart de points distribué d'un stade de la compétition à l'autre grandit : dans une épreuve de catégorie A il n'y a que 0,25 points d'écart entre le 128e et le 256e, mais 6 d'écart entre le premier et le second). Pour établir le classement mondial, on retranche du total d'un tireur ses deux moins bons résultats (absences comprises) en coupe du monde catégorie A et en Grand Prix, on ne conserve donc que les six meilleurs résultats. Si un escrimeur est sélectionné pour disputer les championnats de zone et du monde, ces points lors de ces compétitions sont ajoutés à son classement individuels et ne peuvent pas être retranchés, même si ce sont ses plus mauvais résultats.
Comme au tennis, le classement général de la FIE est roulant : les résultats d'une épreuve remplacent ceux de l'épreuve correspondante lors de la saison précédente. Les compteurs ne sont donc jamais remis à 0, le vainqueur de la Coupe du monde est no 1 mondial au début de la saison suivante et peut perdre ce statut en cours de saison. Le classement individuel international est utilisé pour les qualifications olympiques. Les athlètes les mieux classés de chaque zone dont l'équipe n'est pas qualifiée aux Jeux sont intégrés à l'épreuve olympique.

#### Classement mondial par équipes
Après les épreuves de Coupe du monde de catégorie A, les championnats de zone, du monde et les Jeux olympiques, une épreuve par équipes nationales est organisée. Le principe de fonctionnement du classement par équipes est identique à celui du classement individuel, seuls varient le nombre d'épreuves et le nombre de points attribués au cours d'une épreuve.
En année pré-olympique, le classement mondial par équipes est primordial. Seules huit équipes nationales peuvent intégrer le tableau final olympique (les quatre meilleures nations au classement et les quatre meilleures nations de chaque zone) par le biais du classement FIE. Or, c'est en gagnant une qualification olympique par équipes qu'un pays gagne le droit d'aligner trois tireurs, ces mêmes trois tireurs qui composent l'équipe, au lieu d'un seul dans l'épreuve individuelle.

#### Classement des nations en grand championnat
Lors des principales épreuves mondiales que sont les Jeux olympiques, les championnats du monde et les championnats de zone, où douze épreuves sont disputées, les nations ayant réussi à décrocher en individuel ou par équipes un podium figurent, comme pour tout autre sport, dans un tableau des médailles classique où elles sont classées en fonction d'abord de leurs médailles d'or, puis d'argent et enfin de bronze.
Aux championnats du monde, les nations sont également classées selon les performances de chacun de leurs tireurs et de leurs équipes. Chacun, en fonction de son résultat, marque un nombre de points fixés par un barème unique. À la fin des championnats les performances additionnées de tous les athlètes et toutes les équipes de chaque pays forment le classement du Grand Prix des nations, remis à la fédération dont la somme des résultats est la plus élevée en nombre de points.

## Grands champions

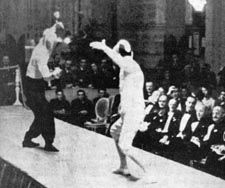
Aldo et Nedo Nadi à Cannes en 1935.

De grands champions ont marqué leur époque soit par leur excellence technique, soit par l'ampleur de leur palmarès. En voici quelques-uns :
- Lucien Gaudin (1886-1934), surnommé le « hors classe », tant il domine son temps par sa connaissance de l’escrime et son élégance. Sa carrière sportive dure de 1904 à 1928. Alors qu’il est le grand favori des épreuves de fleuret et d'épée il manque tous les Jeux olympiques jusqu’à ceux de 1924. En 1928, à l'âge de quarante deux ans, il remporte enfin un titre individuel s’adjugeant l’épée et le fleuret. Il remporte en tout quatre médailles d’or et deux médailles d’argent aux Jeux olympiques et deux titres de champions du monde.
- Aldo Nadi (1899-1965) est un escrimeur italien qui s'illustre dans les années 1920, et est considéré comme faisant partie des plus grands escrimeurs de l’histoire. Aldo Nadi a réussi l’exploit de remporter une médaille d’or aux Jeux olympiques d'Anvers dans chacune des trois armes. Il est le grand adversaire de Lucien Gaudin.
- Aladar Gerevich (1910-1991) est un sabreur hongrois, un des plus grands de l'histoire. Il participe et remporte une médaille d'or lors de six Jeux olympiques différents. Il est le seul athlète à avoir réussi cet exploit avec la kayakiste allemande Birgit Fischer. Au total il remporte dix médailles olympiques dont sept d'or et onze médailles d'or aux championnats du monde entre 1932 et 1957.
- Christian d'Oriola (1928-2007) est un fleurettiste français surnommé « d'Artagnan » par les Anglais dès 1948. Sa carrière s'étend de 1947 (date à laquelle il devient le plus jeune escrimeur à remporter un titre mondial) à 1970. Même s'il est un farouche opposant à l'introduction du fleuret électrique en escrime en 1954, cela ne l'empêche pas de remporter le titre olympique en 1956. Au total il remporte six médailles aux Jeux olympiques, dont quatre d'or, et neuf médailles dont huit d'or aux championnats du monde. D'Oriola reste dans le monde de l'escrime un exemple pour son élégance sur la piste et son esprit chevaleresque.
- Ellen Müller-Preis
- Alexandre Romankov (1953-) détient le record de victoires aux championnats du monde d'escrime avec cinq titres individuels. Il est considéré dans le monde de l'escrime comme un des plus grands fleurettistes de l'histoire. Le seul titre qui lui a toujours échappé est la médaille d'or dans l'épreuve de fleuret individuel aux Jeux olympiques.
- Pal Szekeres est un fleurettiste hongrois, il est le seul escrimeur à avoir été médaillé aux Jeux olympiques et aux Jeux paralympiques. Médaille de bronze aux Jeux olympiques de 1988 à Séoul, il est victime trois ans plus tard d'un grave accident de voiture. En 1992, il gagne la médaille d'or aux Jeux paralympiques de Barcelone.
- Georges de la Falaise (1866-1910) est un escrimeur français qui présente la caractéristique d'avoir été médaillé olympique dans deux armes différentes (médaille d'or au sabre individuel en 1900, médailles d'or à l'épée individuelle et par équipes en 1906).
- Stanislav Pozdniakov est un sabreur russe qui a égalé le record de victoires aux championnats du monde d'escrime de Romankov avec cinq titres individuels.
- Valentina Vezzali est l'athlète italienne la plus médaillée. Elle totalise six médailles d'or olympiques au fleuret, dont trois individuelles remportées consécutivement (2000, 2004, 2008) : c'est la première escrimeuse à réaliser cet exploit. Elle détient aussi 6 titres de championne du monde, record absolu.
- Áron Szilágyi est un sabreur hongrois qui réalise aussi l'exploit de remporter trois médailles d'or olympiques consécutives en individuel (2012, 2016 et 2020), et obtient une médaille d'argent aux jeux olympiques de Paris 2024.

## Économie de l'escrime
Les équipementiers de l'escrime sont peu nombreux et très spécialisés. Chaque grande nation de ce sport (grande par leur histoire ou par leur potentiel économique) a ses propres équipementiers : Allstar et Uhlmann en Allemagne ; Prieur en France ; Duellist et Léon Paul au Royaume-Uni ; PBT en Hongrie ; Italie ; États-Unis. Quelques équipementiers généralistes comme Adidas, Nike ou le Coq sportif interviennent aussi mais leur action se limite à la fabrication de chaussures spécialement étudiées.
La distribution se fait par deux biais, la vente en direct par des magasins spécialisés (Escrime Diffusion), des stands lors des compétitions, et la vente sur Internet (EscrimeStar, Sport7). Les grandes chaines de distribution d'articles de sport proposent rarement des articles d'escrime, à l'exception de Decathlon qui s'est lancé dans le marché en 2019 avec sa gamme Fenc'it.
La plupart des lames sont issues de forges françaises (Blaise Frères au Chambon-Feugerolles, par exemple).

## Escrime et médias
En dehors des Jeux olympiques, l'escrime est un sport relativement peu médiatisé. Plusieurs raisons possibles : le faible nombre de licenciés ; la complexité des règles, surtout au fleuret et au sabre ; la faible télégénie des phrases d'armes, trop rapides…

### Sources
- Fédération internationale d'escrime - Règlement pour les épreuves.
- Fédération internationale d'escrime - Statuts.
- Règlement d’escrime dit "de Joinville", Imprimerie Nationale, 1909
- Daniel Revenu et Raymond Thomas - l'escrime - Coll Que sais-je? - PUF - Paris 1992  (ISBN 2-13-044510-1)
- Martine Faure - Cours d'escrime - Éditions de Vecchi - Paris 1997 -  (ISBN 2-7328-2679-0)
- Gérard Six - Escrime, l'invention du sport - Les quatre chemins - Paris 2007 -  (ISBN 978-2-84784-167-1)
- Les Cahiers de l'Escrimeur, Le Fleuret Maître Thirioux, École Interarmées des Sports
- Masaniello Parise, Trattato teorico-pratico della Scherma di Spada e Sciabola, Roma, 1884 (reprint Heraldry and genealogy books - Casa Editrice ORSINIDEMARZO.COM -).